# Ancre (mouillage)
Pour les articles homonymes, voir Ancre.
Cet article possède un paronyme, voir encre.
Une ancre est un objet embarqué, souvent lourd et en métal et destiné à stabiliser des bateaux à un endroit spécifique sur les fonds rocheux, vaseux ou sableux. Il y a deux catégories d’ancrages (ou mouillage), les ancrages provisoires et les ancrages permanents. Un ancrage permanent ne peut être déplacé par le navire qui s'y ancre. L'ancrage provisoire est permis par l'ancre stockée à bord et remontée lorsque le navire quitte son mouillage.

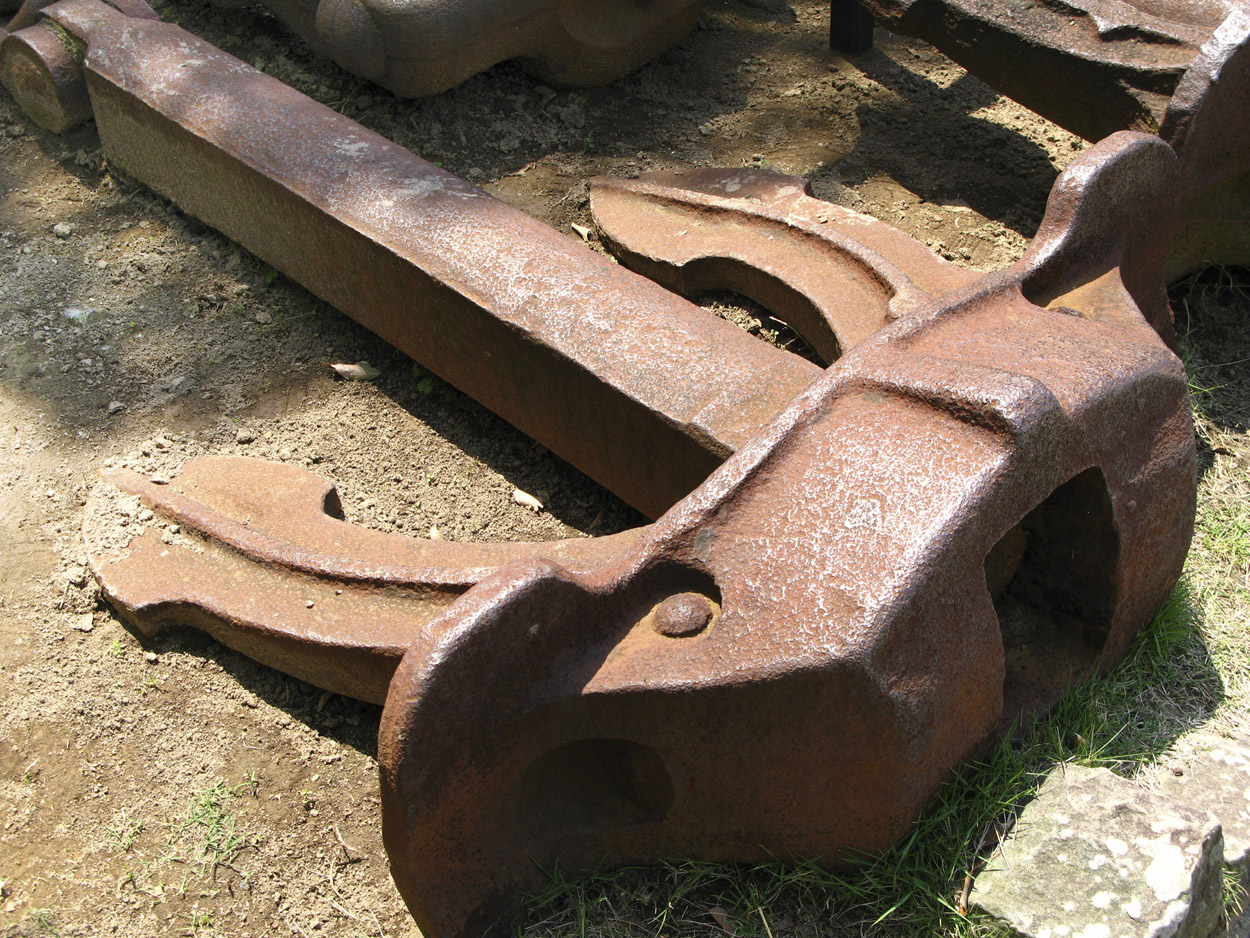
Ancre en fonte aciérée
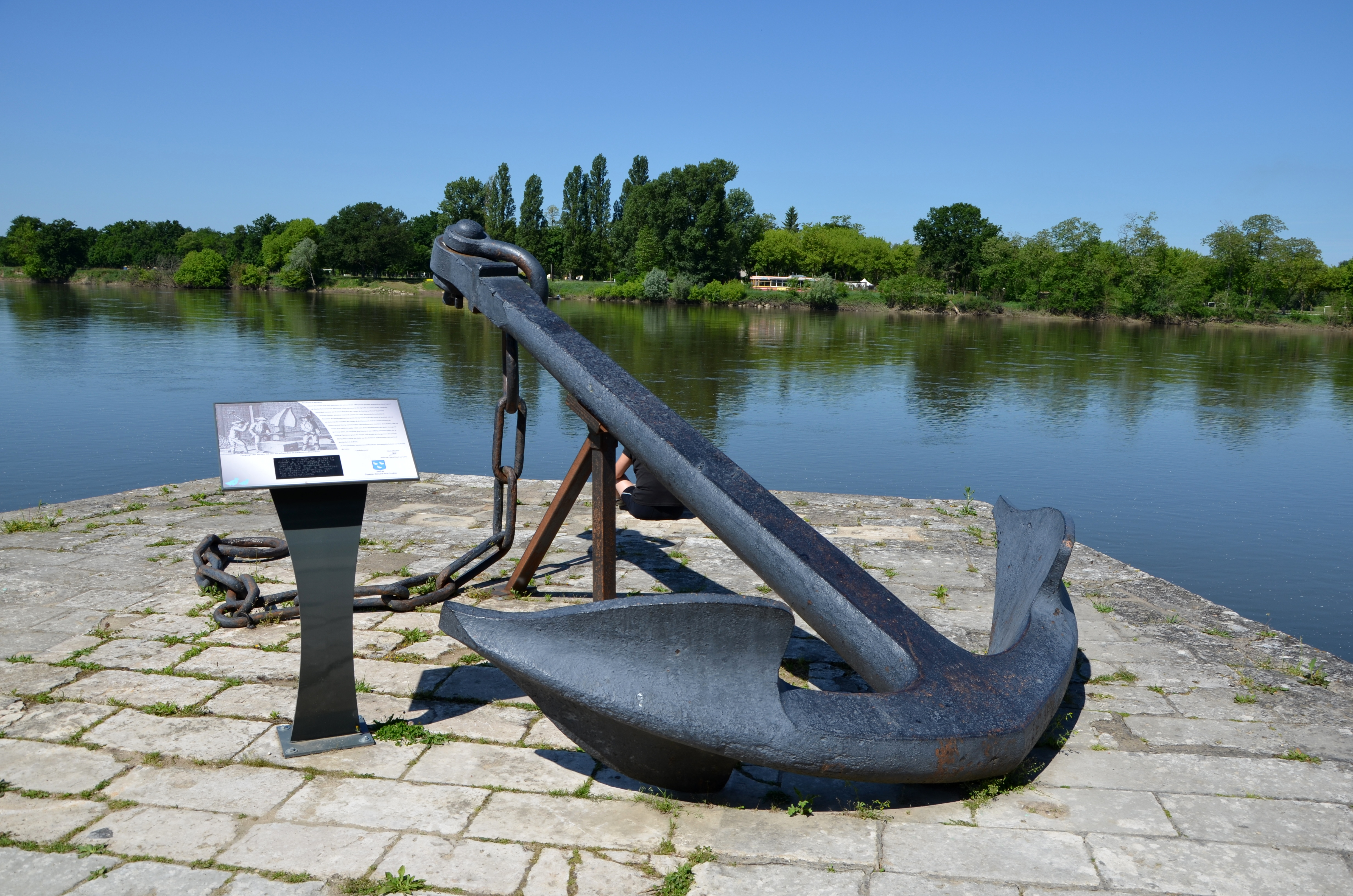
Ancre en bord de Loire à Cosne-sur-Loire.
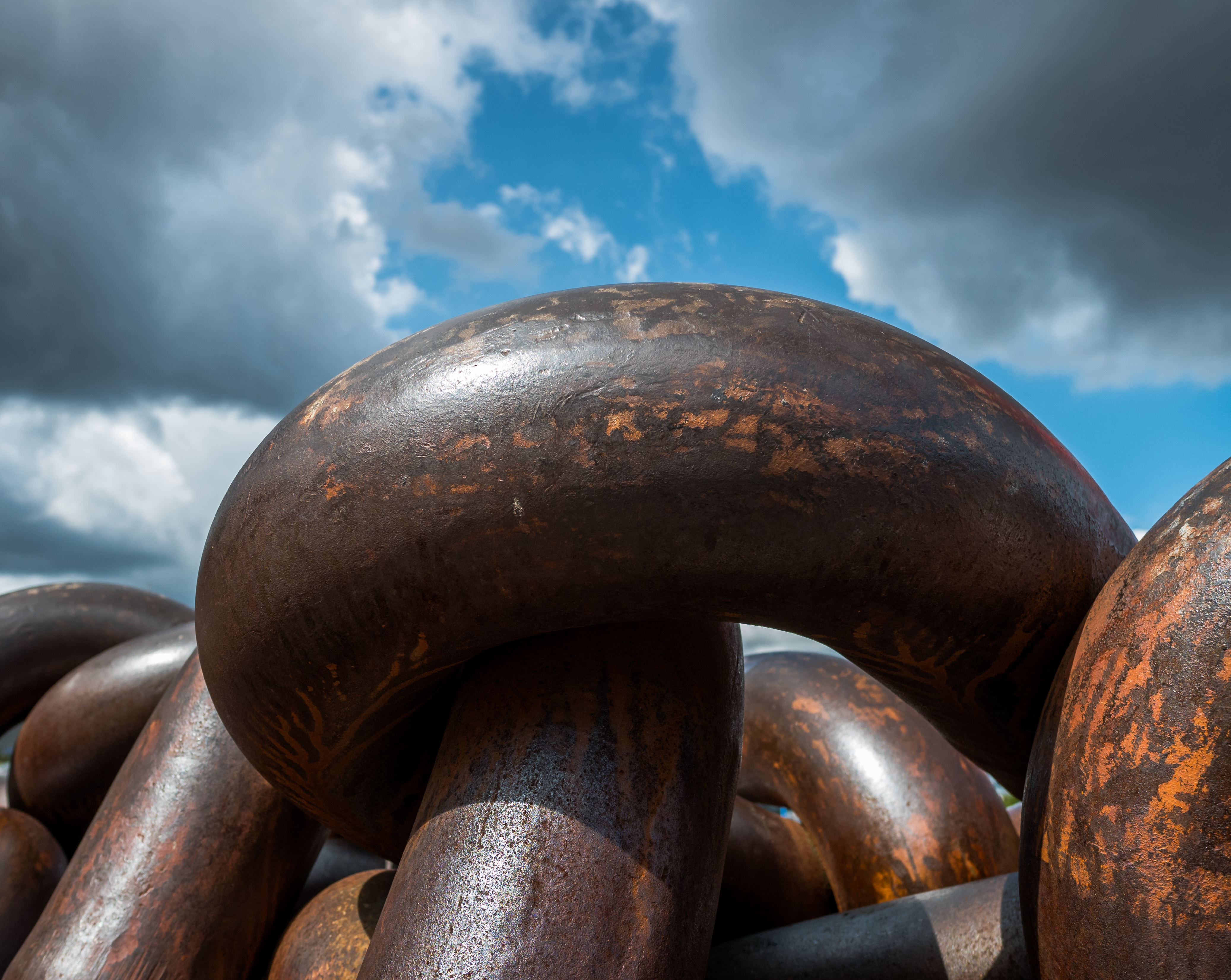
Une chaîne d'ancre, au musée maritime de Bilbao.
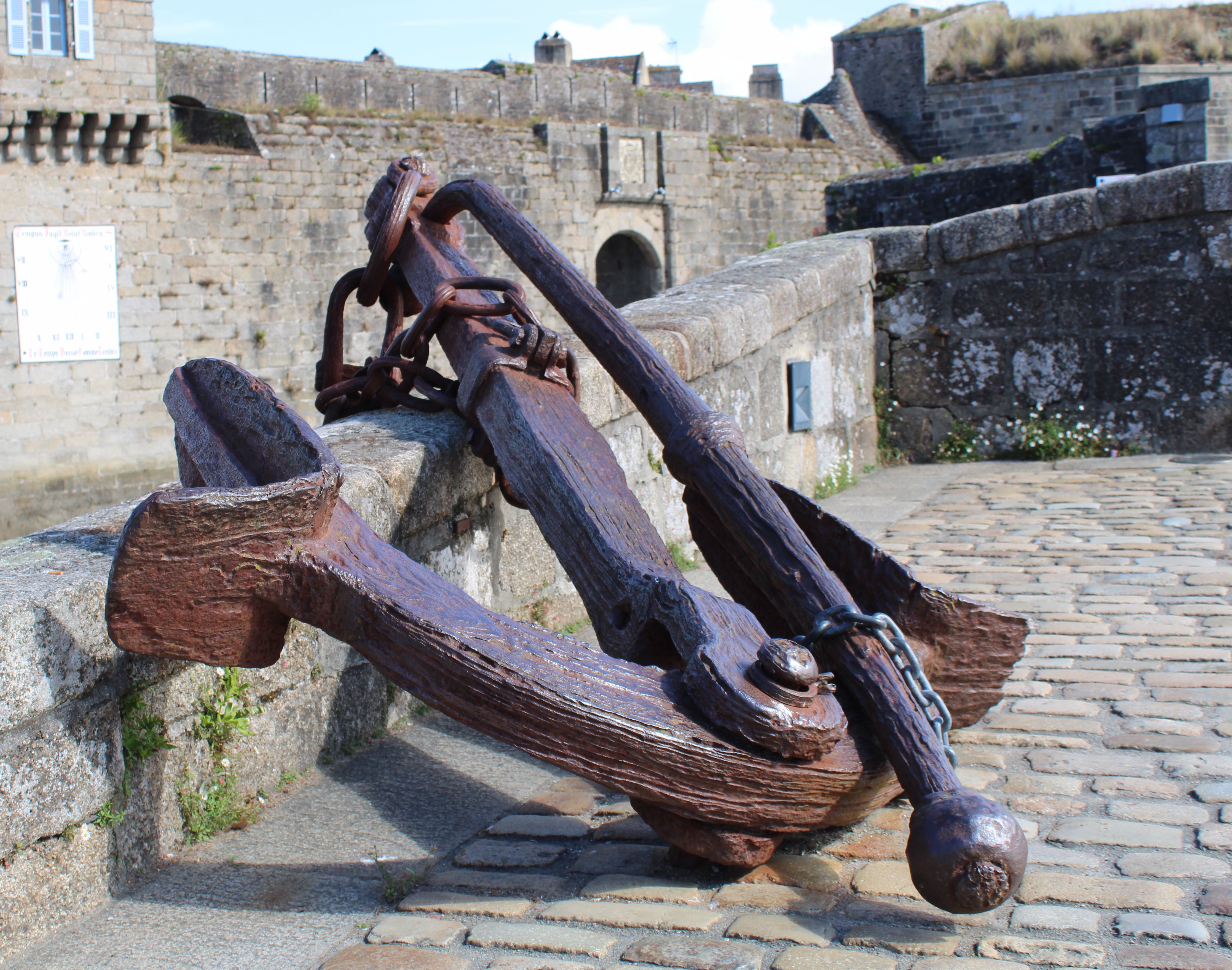
Ancre à jas à l'entrée de la Ville close de Concarneau.

Un ancrage fonctionne en s’opposant à la force exercée par le navire qui y est relié. Cela s’effectue de deux manières – soit par la masse d’un corps très lourd posé (ou enfoui) sur les fonds marins, ou par pénétration et accrochage dans les fonds marins. Les forces qui s’exercent sur l’ancrage sont dues aux vagues, mais l’effort le plus important est dû au vent sur les superstructures du bateau et/ou au courant marin. Les ancres modernes sont conçues pour pénétrer profondément et par leur surface importante, résister à l’ensemble de ces forces.
Une ancre temporaire moderne se compose habituellement d'une barre centrale appelée verge, et d'une surface plate appelée pelle, pointue, pour pénétrer les fonds ou se fixer sous une roche et créer la force de tenue ; les ancres modernes peuvent également comporter un lest au niveau de la pointe. À l’extrémité de la verge, un anneau, l'organeau, permet de fixer la ligne de mouillage par l’intermédiaire d’une manille ou d’un émerillon.

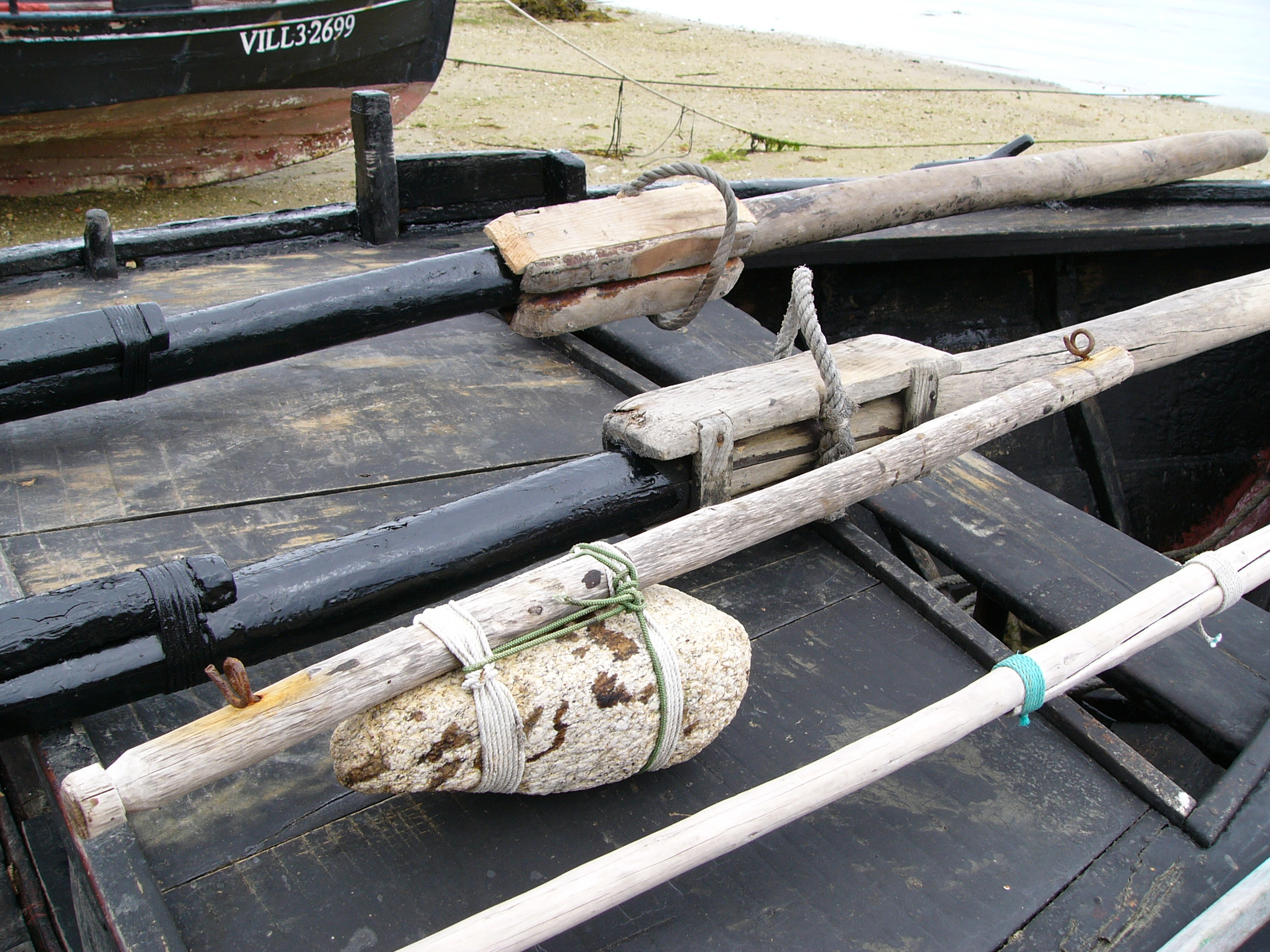
Ancre de pierre.

Un ancrage permanent peut être constitué de différentes manières. Un bloc rocheux, dans lequel est scellée une patte de fixation pour relier une chaîne, peut très bien faire l’affaire, de même qu’un objet lourd (bloc, masse de béton) immergé dans les fonds. Des amarrages modernes peuvent être réalisés par des ancres-vis à sable qui ressemblent à des vis surdimensionnées enfoncées profondément dans les fonds marins, ou sur des fonds rocheux par de grosses chevilles bloquées dans un trou foré pneumatiquement dans la roche, ou par une variété d’autres moyens permettant d’obtenir un point d’ancrage dans les fonds (ancres pyramides, ancres champignons, etc.). Ces points d’ancrage peuvent être uniques ou en étoile comportant généralement jusqu’à trois points reliés ensemble par une courte et forte chaîne et un émerillon central. Suivant sa position, le navire sera toujours aligné avec une ou deux de ces ancres.

## Évolution historique
Les premières ancres étaient probablement composées de blocs rocheux, comme l’ancre de Biblos, qui remonte au moins à l'âge du bronze. Beaucoup d'ancrages modernes sont encore réalisés à l’aide de gros blocs rocheux ou de béton. Cependant, l'utilisation d’une masse importante pour résister aux forces d’une tempête ne peut être conçue que comme ancrage permanent.
Les marins de l'antiquité gréco-romaine utilisaient déjà des ancres à jas assez semblables dans leur forme à l'illustration ci-dessous, toutefois, ne disposant pas des outils de forge moderne, leur construction était mixte : jas en plomb relativement facile à mouler et dont le poids donnait de la tenue à l'ancre, verge et pattes en bois, avec des pointes (correspondant aux pelles) en fer forgé armant le bois et facilitant la "croche" de la patte.

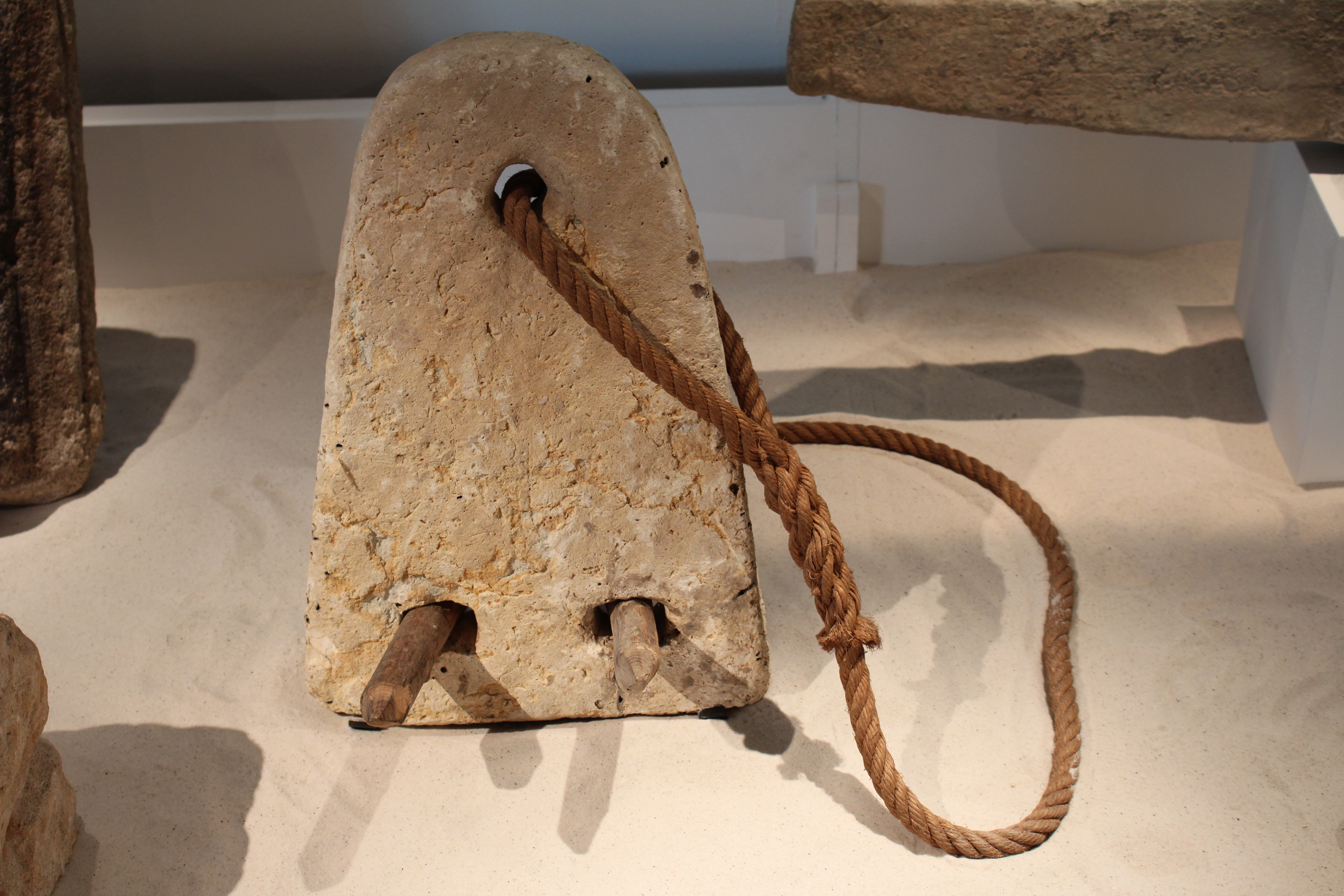
Ancre en pierre antique retrouvée à proximité de Fos-sur-Mer et présentée lors de l'exposition « Hissez l'ancre, levez les voiles ! Navires et navigation à l'époque romaine » au Musée de l'Arles Antique

De nos jours les plongeurs autonomes ne retrouvent pratiquement que les jas de plomb, le reste de l'ancre ayant été détruit par les organismes marins (tarets). On peut en voir dans de nombreux musées maritimes des rivages méditerranéens et un exemplaire est visible à la base aéronavale d'Aspretto, offert par le CINC (le Centre d'instruction des Nageurs de combat qui y était installé, jusqu'au milieu des années 1980). La taille et le poids du Jas peut, par une règle de proportionnalité, donner une approximation de la taille du navire qui l'utilisait.
L’ancre dite ancre de Gorgone est une ancre primitive qui est toujours utilisée de nos jours : elle comporte une paire de planches de bois en croix, lestées par une roche. Les bras en bois sont orientés pour pénétrer le fond, et la roche.
Presque tous les développements actuels combinent ces deux fonctions, une masse favorisant la pénétration et une surface garantissant la « tenue » de l’ancre, autrement dit afin de l'empêcher de « chasser ».
| A : manille B : organeau C : jas | D : verge E : bec F : patte | G : diamant H : pelle |

Ancre à jas

Historiquement, le lien entre l'ancre et le navire est d'abord un câble en fibre végétale. Samuel Brown (1776-1852) innove sur le HMS Penelope en 1806 en utilisant des chaînes en fer. La société qu'il fonde fournira par la suite toutes les chaînes de la Royal Navy jusqu'en 1916.

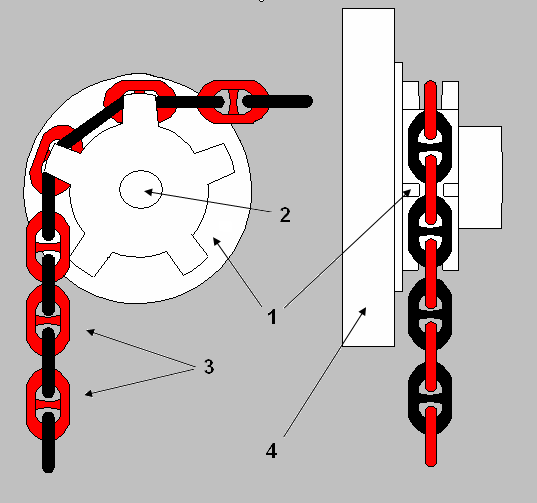
Principe du barbotin

Le remplacement des câbles d'ancre par des chaînes améliore la tenue de l'ancre par effet d'amortissement, car le poids de la chaîne forme une courbe qui permet d'atténuer les pics de tension de la ligne de mouillage et donc de lui éviter de rompre ou de faire chasser l'ancre ; de plus la résistance à la rupture d'une chaîne est largement supérieure à celle d'un câble[réf. nécessaire]. Toutefois les chaînes d'ancre ne peuvent pas, comme les câbles de chanvre, s'enrouler sur le fût cylindrique du cabestan ce qui complique le levage de l'ancre et implique une manœuvre fastidieuse : « faire marguerite », c'est-à-dire fixer un câble de chanvre sur la chaîne au ras de la flottaison, l'embraquer au maximum, et recommencer autant de fois que nécessaire. Ce n'est qu'au milieu du XIXe siècle qu'un officier de marine français, Benoît Barbotin invente une solution ingénieuse à laquelle son nom est resté attaché, une couronne à empreinte, sorte d'engrenage creux placé à la base de la poupée (le cylindre vertical du cabestan ou horizontal du guindeau) et permettant de mettre la chaîne en prise directe et de la « virer » comme un câble.

## Vocabulaire
- tenue (correspondant au verbe tenir) : propriété d'une ancre de bien s'accrocher au fond ;
- mouiller : envoyer une ancre par le fond avec sa ligne de mouillage (chaîne ou oin), afin d'immobiliser le navire (ou la bouée) (substantif mouillage) ;
- chasser : se déplacer sur le fond, quand il s'agit d'une ancre (substantif chasse) ;
- cabaner : pour une ancre, glisser sur le fond sans s'y accrocher ;
- crocher : (en parlant d'une ancre) se fixer au fond ;
- surjaler : faire un tour de chaîne autour du jas de l'ancre ;
- surpatter : faire un tour de chaîne autour d'une patte de l'ancre ;
- bitture : partie d'une chaîne élongée sur le pont, filant librement avec l'ancre lors du mouillage[3] ;
- affourcher : mouiller sur deux ancres en V (ou en fourche) pour mieux tenir ;
- empenneler : mouiller deux ancres l'une derrière l'autre pour améliorer la tenue ; la première ancre empêche la chasse de la deuxième ancre ;
- déraper : arracher du fond l'ancre, afin de lever l’ancre[4] ;
- à pic : le fait pour une ancre qui a été dérapée de pendre au bout de la ligne de mouillage ;
- à poste : le fait pour une ancre d’être sur le pont ;
- écubier : conduit cylindrique pratiqué dans la coque d'un bateau servant à faire passer la chaîne de l'ancre. Voir davier ;
- guindeau : cabestan servant à remonter l'ancre et la chaîne ;
- barbotin : couronne à empreinte par où passe la chaîne ;
- davier : pièce d'accastillage située à l'avant du bateau par où passe la chaîne d'ancre ;
- ancre de miséricorde : ancre que l'on stocke au pied du grand mât, qui est la plus solide du bateau et que l'on n'utilise que dans les cas graves ;
- diamant : sur une ancre, croisée de la verge et des pattes[5] ou plus généralement extrémité de la verge du côté de la pelle ;
- étalingure : brêlage de cordage entre la cale et la chaîne destiné à être coupé en cas d'urgence (« étalingure de cale »). La fixation entre la chaîne et l'ancre s'appelle « étalingure d'ancre »[6] ;
- jas : barre transversale sur une ancre, elle a pour but de faire basculer l'ancre lors de la traction pour que l'une des pattes croche ;
- ancre à jas : ancre munie d'un jas et de deux pattes ;
- ancre à jet : ancre destinée à haler pour faire changer de place le navire, appelée ainsi parce que cette opération se fait en mouillant pour obtenir un point d'appui pour le halage[7]. Il ne faut pas confondre une « ancre à jet » avec une « ancre à jas » ;
- orin : cordage attaché à une ancre:
  - soit à l'organeau, quand ce n'est pas une chaîne, soit en prolongation de la chaîne, dans le cas d'une ligne de mouillage mixe, pour en diminuer le poids,
  - soit au diamant pour la faire déraper plus facilement au moment de quitter le mouillage. L'action de placer un orin sur une ancre au moment de mouiller s'appelle « oringuer » et est très utile si l'on craint que l'ancre ne croche un objet du fond ou une roche ;
- élonger une ligne de mouillage : la déployer, l'étendre sur toute sa longueur ;
- élonger une ancre : la faire porter et mouiller par une embarcation[8].

### «Mouiller l'ancre» ou «jeter l'ancre»
Certains puristes (comme Le Clère 1960 cité par le dictionnaire du CNTRL) disent qu'en langage maritime on ne doit pas dire « jeter l'ancre » mais « mouiller l'ancre », quoiqu'on trouve la première expression dans de nombreux dictionnaires. Notons, par exemple, qu'une loi du 27 mars 1852 (publiée au Journal officiel du 28 mars et citée par le Grand dictionnaire universel du XIXe siècle utilise la première expression, plus précisément la loi dit qu'il est interdit de jeter l'ancre dans le rayon d'évitage d'un feu flottant ou d'une bouée. Dans Le Trésor de Rackham le Rouge, le Capitaine Haddock dit à Tintin (p. 24) « Nous allons jeter l’ancre et, demain matin nous irons explorer les lieux », utilisant ainsi la « formule livresque » proscrite par Le Clère. Enfin, une recherche dans le corpus du quotidien Le Monde donne neuf occurrences de l'expression « jeter l'ancre » contre une seule référence de « mouiller l'ancre ».
Notons aussi que, comme son nom l'indique, l'« ancre à jet » est conçue pour être jetée.

## Conceptions des ancres temporaires
La gamme des différents modèles est large, mais elles peuvent être classées en ancres crochets, charrues, plates, et diverses.
- Les ancres en crochet emploient une surface relativement petite fixée sur un bras étroit et lourd pour pénétrer profondément dans les fonds problématiques tels que les algues, ou le sable dur. les versions les plus communes sont l'ancre à jas et le grappin.
- Les ancres charrue rappellent par leur forme les antiques charrues et sont conçues pour pénétrer d’elles-mêmes les fonds lorsqu’une force de traction leur est appliquée. Elles sont considérées comme polyvalentes pour la plupart des fonds marins, de la vase au rocher.
- Les ancres plates utilisent une surface importante pour créer une tenue élevée lorsqu’elles sont profondément enfoncées dans les fonds. Bien qu'elles aient moins de capacité à pénétrer et qu’elles soient instables, leur poids léger les rend très populaires.
- Ancres diverses : les ancres claw ont une forme conçue pour pénétrer facilement les fonds marins. Les ancres concaves utilisent au mieux cette caractéristique pour obtenir une tenue plus élevée.

Au cours des 20 dernières années, de nouvelles conceptions d'ancres sont apparues. Suivant l’augmentation de la popularité des embarcations de plaisance, ces ancres sont habituellement conçues pour les petits et moyens navires.

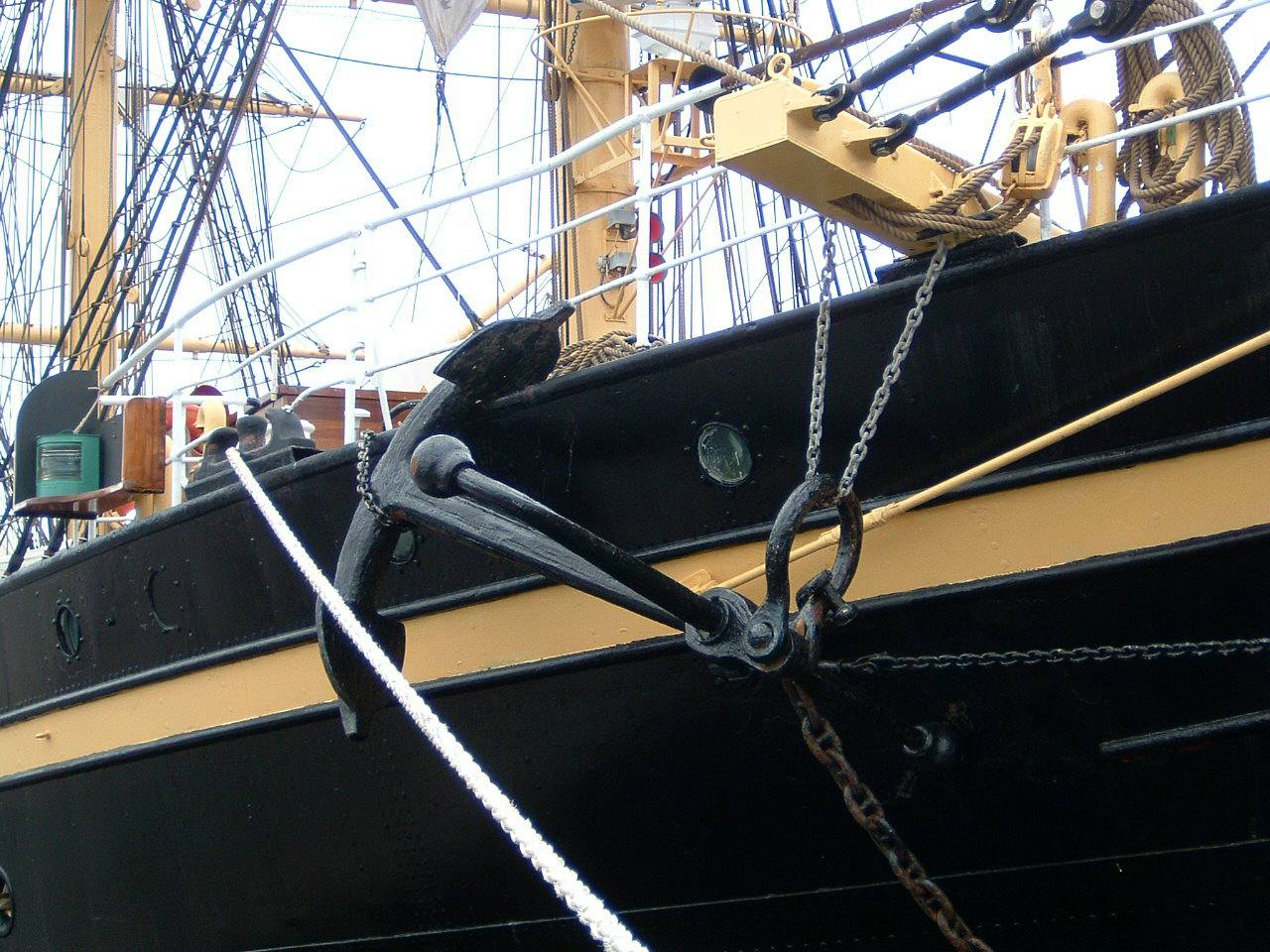
Bossoir d'ancre

### Ancre à jas

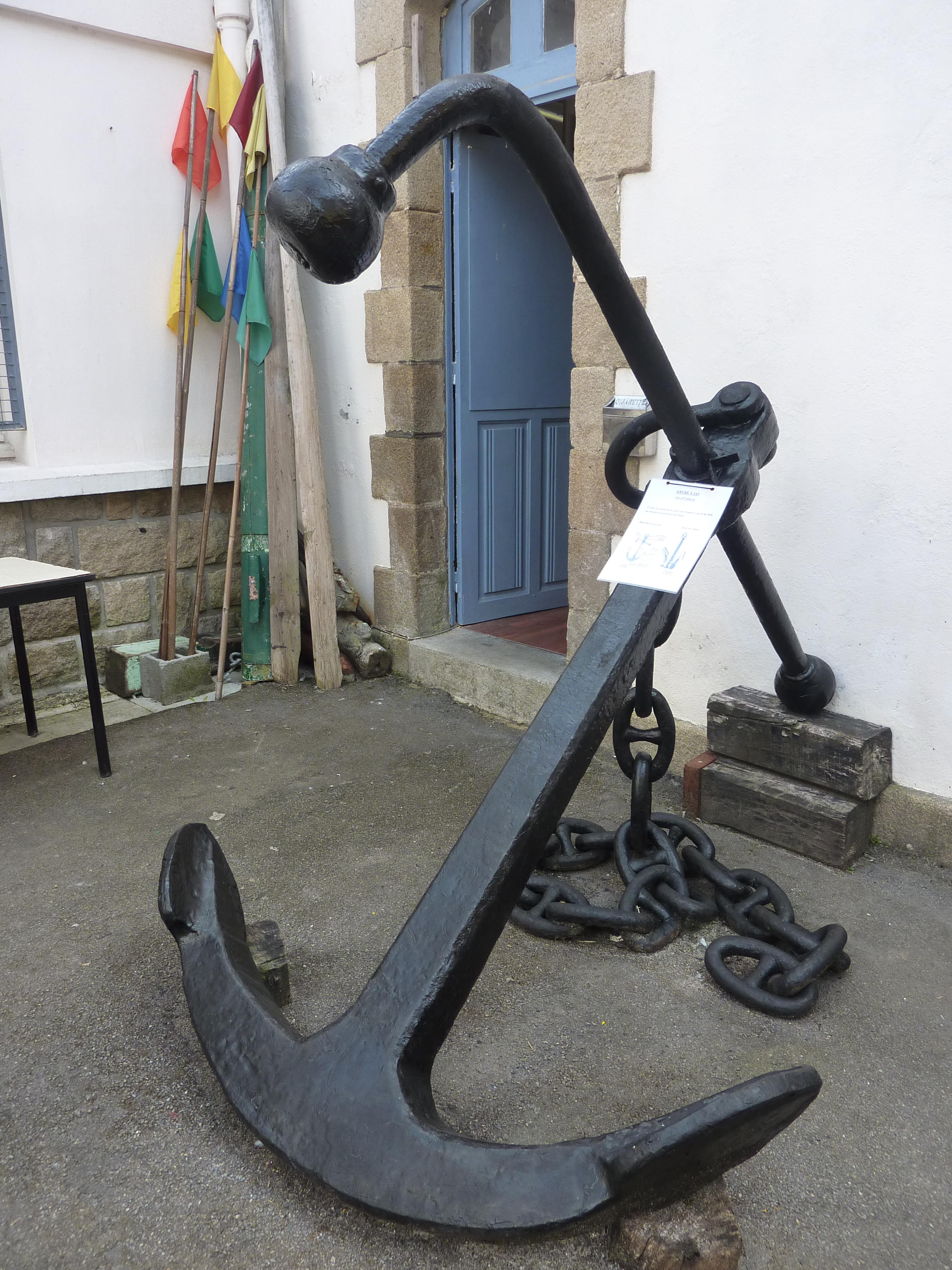
Ancre à jas du milieu du XIXe siècle (Musée maritime du Cap-Sizun à Audierne).

Cette ancre de conception traditionnelle est familière même à ceux qui n'ont jamais utilisé d'ancre. Cette ancre comporte une patte qui pénètre dans les fonds tandis que la deuxième reste en dehors et un jas (barre à 90° des pattes) qui oblige l'une des pattes à s'accrocher. Ce modèle d’ancre a bonne réputation pour l'utilisation dans la roche, les fonds durs, et les fonds couverts par des algues, bien que les nouvelles générations d’ancres lui soient supérieures dans ces fonds réputés difficiles. Une version démontable en trois parties (Luke) existe et la plupart comportent un jas repliable permettant un arrimage facile à plat sur le pont.
L’inconvénient principal de ce type d’ancre est la possibilité de surpattage ou de surjalage, c'est-à-dire la possibilité pour la ligne de mouillage d'entourer la patte non enfoncée ou d'entourer le jas. Une fois l’ancre surpattée elle risque de décrocher. Dans des essais comparatifs, elle possède nettement moins de tenue que les ancres modernes de masse équivalente. Elle est compliquée à relever et à remonter à bord et peut difficilement se stocker sur le davier d’étrave. Cette ancre était mise à poste sur un bossoir d'ancre.

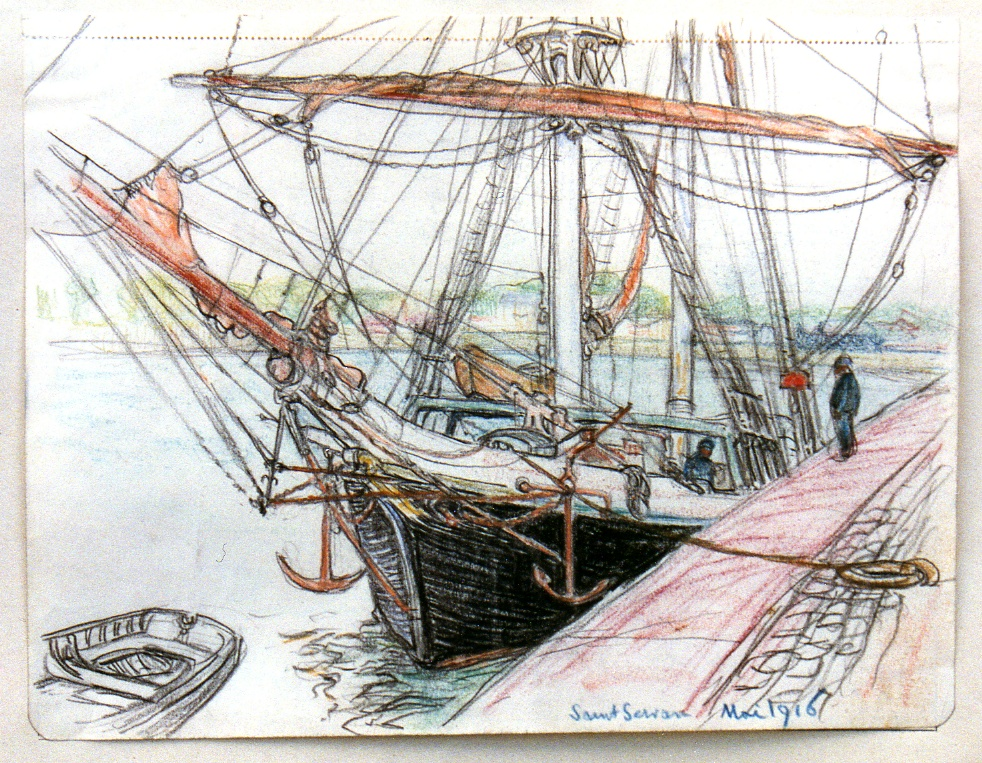
Terre-neuvas à quai avec ses deux ancres
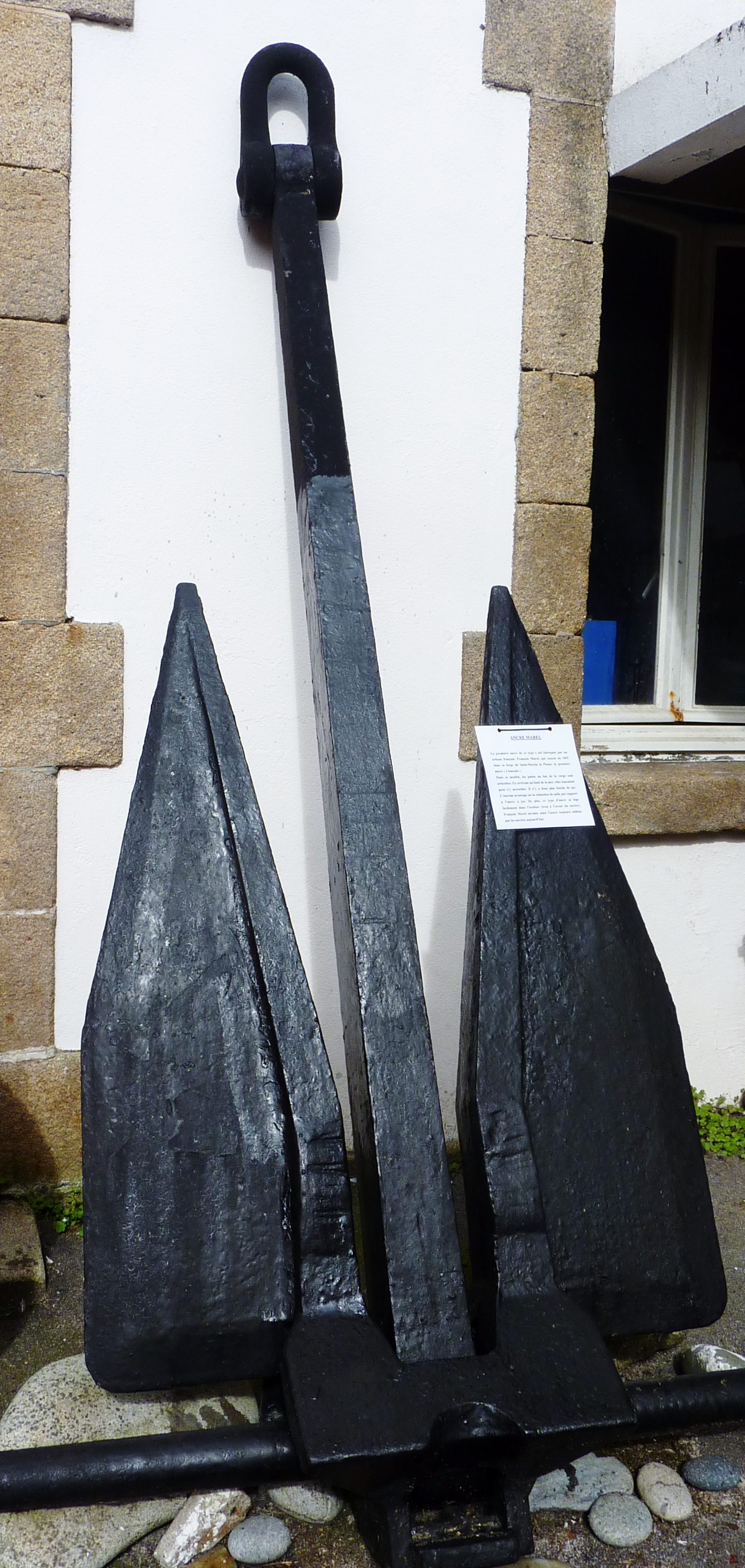
Ancre Marel (Musée maritime du Cap-Sizun à Audierne).
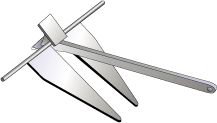
Une ancre plate "Danforth"

### Ancres plates

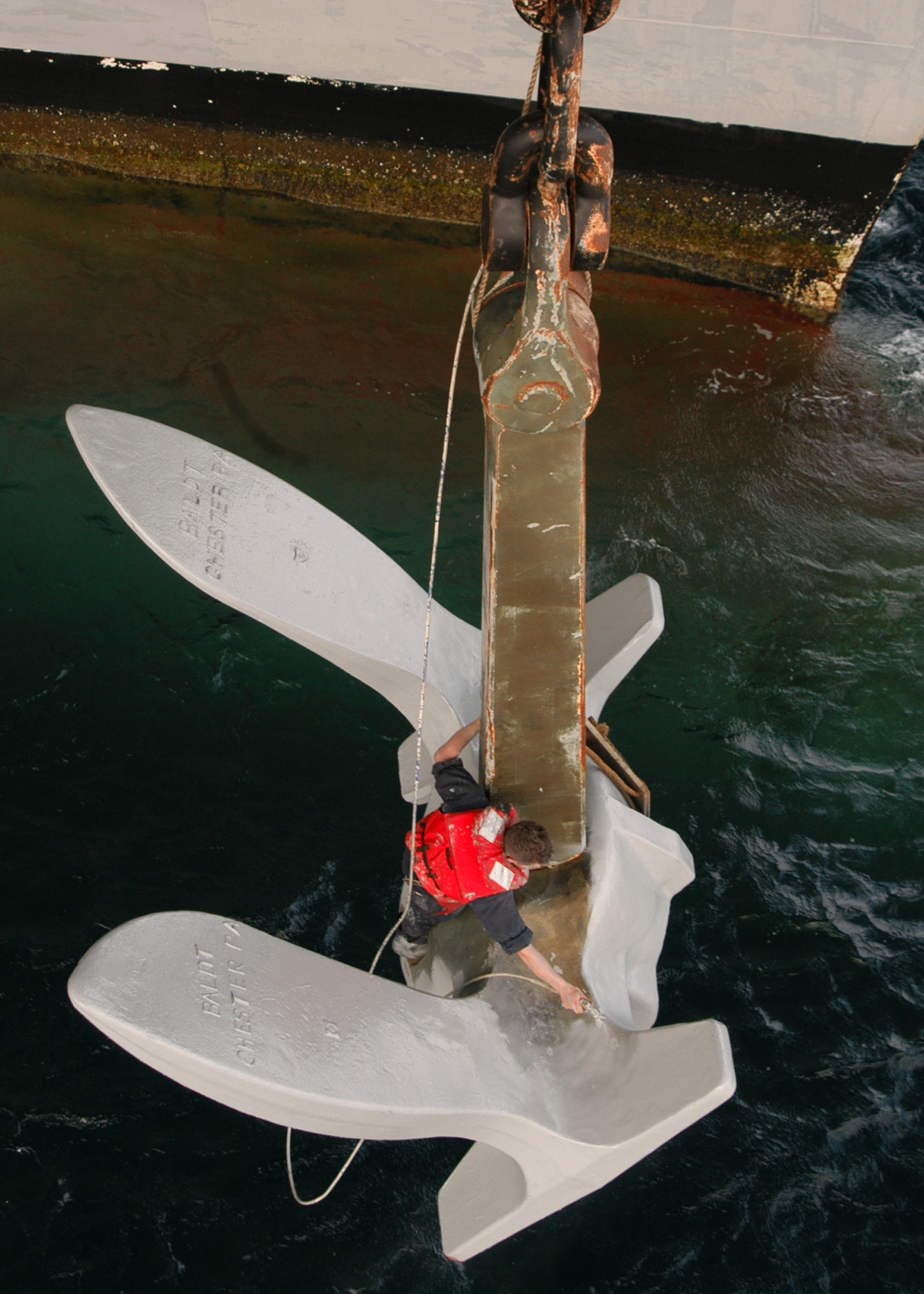
Une ancre plate du navire d'assaut amphibie américain.

Les marques les plus communes sont l’ancre Danforth aux États-Unis, les ancres Britany et FOB en Europe. Ce modèle comporte une double plaque à l’arrière dont le rôle est de donner un certain angle de pénétration à deux larges pelles plates articulées qui y sont attachées. Les pelles peuvent ainsi s’orienter vers la surface des fonds et y pénétrer. Une fois profondément enfoncées, elles peuvent développer une tenue importante. Ce type de conception plate, légère et compacte le rend facile à relever et à stocker. Il existe également des modèles en aluminium comme la Fortress ou la FOB light qui sont très faciles à manipuler.
L'ancre plate présente des difficultés pour pénétrer les fonds durs ou recouverts d’algues. En présence d’un courant ou si le bateau n’est pas parfaitement immobile, on rapporte que ce type d’ancre peut « planer » sur les fonds à cause de la surface importante de ses pelles. Une fois accrochée, l’ancre a tendance à décrocher si la direction de la force de traction change, à cause d'un changement du vent ou des courants de marée, et à certaines occasions ne se replante pas et chasse.
Les bâtiments de guerre et de commerce actuels utilisent majoritairement ce type d'ancre, pesant pour les plus grosses unités plusieurs tonnes.

### Grappin

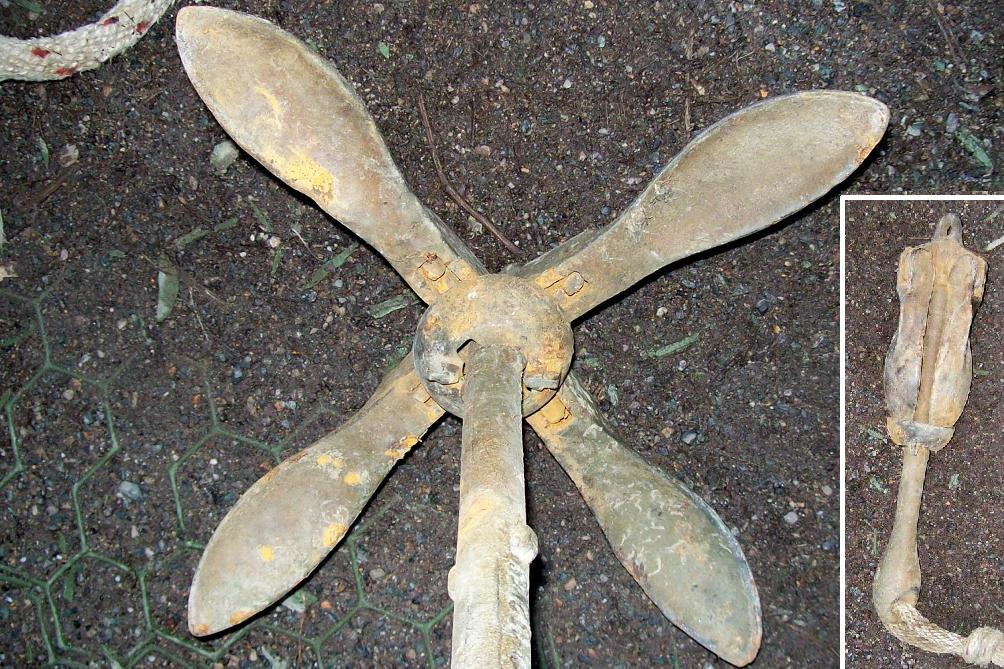
Grappin

D’une conception traditionnelle, le grappin est simple à concevoir et à fabriquer. Son seul avantage est de se planter quelle que soit la position où il tombe dans les fonds. Dans le rocher ou le corail, il peut se coincer rapidement, mais peut également être difficile à relever. Un grappin est la plupart du temps léger, et peut avoir des utilisations additionnelles comme outil pour récupérer des matériels perdus par-dessus bord, il est aussi relativement facile à remonter à bord.
Les grappins n’ont généralement pas assez de surface pour développer une tenue suffisante dans le sable ou la vase. Le grappin peut s’accrocher dans sa propre ligne de mouillage ou dans des ordures présentes dans les fonds, l’empêchant de se planter ou de pouvoir le relever sans l’utilisation d’un orin. Sa forme n'est généralement pas très compacte, et est difficile à arrimer, bien qu'il existe quelques modèles repliables disponibles.

### Ancres Claw
Contrairement à une idée reçue largement répandue, ce type d’ancre n’a jamais été conçu pour ancrer des plates-formes de forage pétrolières. Elle a été mise au point pour la plaisance par Robert Bruce, qui a également développé de nombreux autres modèles très différents pour les plates-formes.
Ce modèle comportant trois doigts en forme de cuillère est réputé pour sa capacité à s’enfouir très rapidement. Bien que non articulé, il ne décroche pas en cas de changement de la direction de la force de traction, mais se réaligne lentement. Il s’installe particulièrement bien sur les daviers.

### Charrue

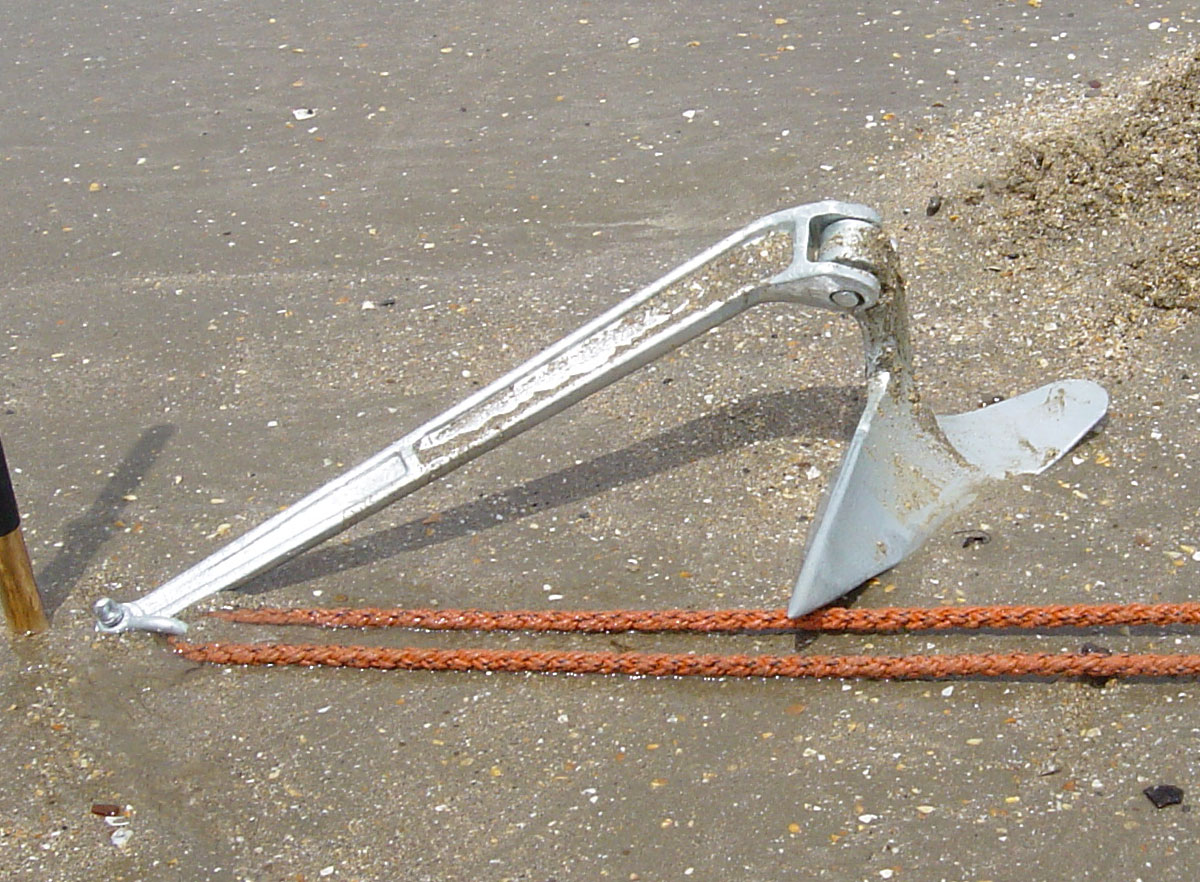
CQR véritable

De nombreuses sociétés fabriquent des ancres charrues qui sont particulièrement populaires parmi les plaisanciers. Les ancres charrues sont polyvalentes dans tous les fonds, mais ne sont exceptionnelles dans aucun d’eux.
La CQR comporte une verge articulée, qui permet, en théorie, à l'ancre de tourner lors des changements de direction plutôt que de décrocher. L’ancre Delta comporte, quant à elle, une verge fixe avec un fonctionnement semblable. Les deux modèles peuvent facilement être stockés sur un davier d’étrave.
La charrue posséderait, selon ses détracteurs, un rapport tenue/poids inférieur à la moyenne et serait un peu plus difficile à accrocher. Signalons toutefois que sa mauvaise réputation provient, en grande partie, de copies exotiques plus ou moins bâclées. Mais pour une grande majorité de plaisanciers, la vraie CQR reste une référence, même si d'autres types d'ancres intéressantes sont apparus ces derniers temps.

### Conceptions modernes

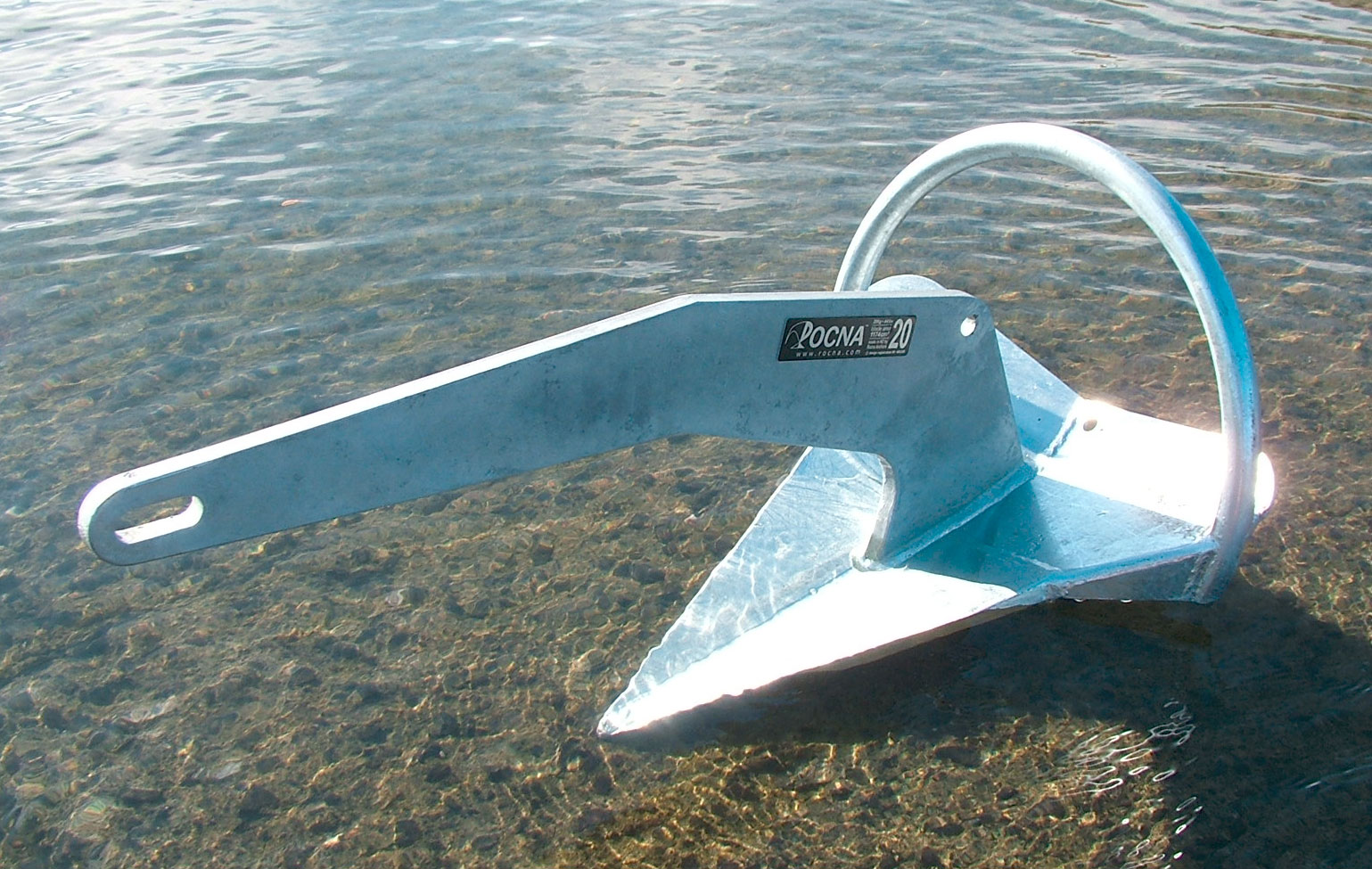
Rocna véritable

Ces dernières années, il y a eu un grand nombre de nouveautés dans la conception des ancres. Conçues principalement pour s’accrocher très rapidement, puis donner une tenue importante, ces ancres (la plupart du temps des inventions toujours couvertes par des brevets de propriété industrielle) sont destinées à des utilisateurs de petits et moyens navires.
- L’ancre allemande Bügel possède une extrémité pointue pour pénétrer les algues et comporte un arceau qui oriente l'ancre dans la position correcte sur le fond de la mer.
- L'ancre FOB Rock est une ancre avec une extrémité pointue. Elle s'adapte à de nombreux fonds.
- L’ancre Bulwagga est une conception unique comportant trois pelles au lieu des deux habituelles. Elle a obtenu d’excellents résultats lors des tests indépendants pratiqués, par exemple, par le magazine nautique « Practical Sailor ».
- L’ancre Spade est une conception française particulièrement populaire chez les plaisanciers pratiquant la navigation au long cours. Elle donne de très bons résultats. Elle comporte une verge démontable et existe également en aluminium, c'est une ancre légère et facile à stocker.
- L’ancre néo-zélandaise Rocna est une nouvelle ancre qui gagne la popularité parmi les yachts de croisière. Elle comporte aussi une lame pointue pour pénétrer l'herbe. Son arceau est semblable à celui du Bügel, et signifie que la position correcte est réalisée sans besoin de poids supplémentaire dans le bout (une inefficacité commune dans d'autres types d'ancre).

### Performance relative des ancres temporaires

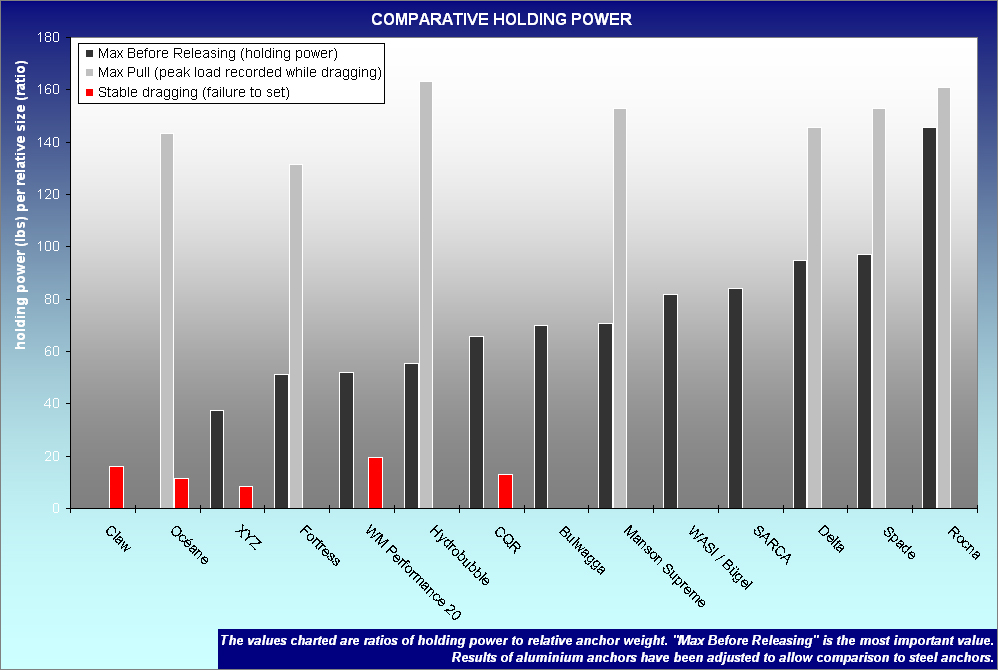
Le diagramme de tenue au poids relatif donne une idée simple de performance comparative d'ancre

En général les conceptions plus modernes surpassent les plus vieux modèles sur tous les aspects, y compris la tenue pure comme on peut le voir sur le diagramme à gauche.
C'est le graphique d'un essai effectué par West Marine (un fournisseur de navires indépendant aux États-Unis) en 2006. Des tractions ont été conduites à trois endroits différents sur le sable, à trois angles de traction différentes.

## Conceptions des ancrages permanents
Ceux-ci sont employés pour maintenir de façon permanente un objet flottant comme un feu ou une bouée de repérage de canal de navigation. L'ancrage doit tenir l’objet flottant en toutes circonstances y compris lors des tempêtes les plus sévères, mais doit pouvoir éventuellement être relevé, par exemple si l’objet doit être remorqué dans le port pour l'entretien.

### Ancre champignon

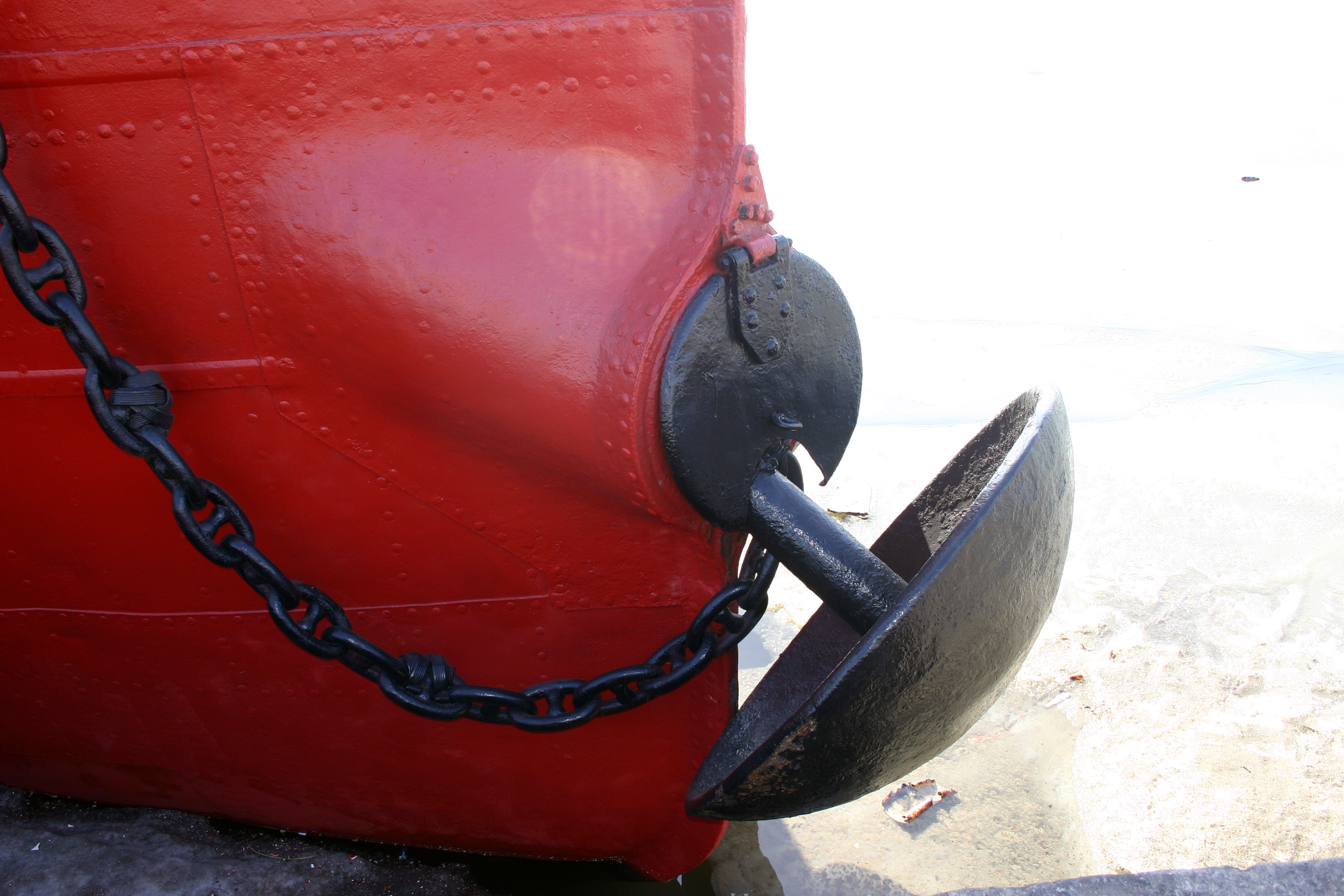
Ancre champignon

L'ancre champignon convient lorsque le fond de la mer se compose de vase ou de sable fin. Elle a été inventée par Robert Stevenson, à l'usage d'un bateau de pêche de 82 tonnes, employé comme bateau-phare entre 1807 et 1810 près de Bell Rock pendant la construction du phare ; elle pèse 1,5 tonne.
Elle a la forme d'un champignon inversé, dont la tête s’enfonce dans la vase et a souvent un contrepoids à l'autre extrémité de la verge pour la maintenir couchée avant qu’elle ne s'enterre.
Une ancre champignon s’enfonce normalement dans la vase jusqu’à ce qu'elle déplace l’équivalent de son propre poids de vase. Ces ancres ne sont appropriées que sur des fonds de vase ou de boue, puisqu'elles utilisent l'aspiration et la cohésion des fonds. Elles ne peuvent fonctionner sur des fonds de sable ou des fonds rocheux. La tenue de cette ancre est au mieux deux fois son poids avant qu'elle ne soit entièrement enfoncée, puis quand elle est enterrée, elle peut résister jusqu’à dix fois son poids. Ces ancres sont disponibles depuis des masses d'environ 5 kg jusqu'à des masses de plusieurs tonnes.

### Corps mort
C'est un ancrage qui se fonde uniquement sur une masse élevée. Il consiste en un grand bloc béton ou de roche à l'extrémité d’une chaîne. Sa tenue est égale à son poids sous-marin (qui tient compte de sa flottabilité) indépendamment du type de fond de la mer, bien qu’un effet de succion puisse l’augmenter si le bloc s’enfouit. En conséquence les ancrages sur corps-mort sont utilisés là où les ancres champignons ne conviennent pas, par exemple sur roche, gravier ou sable grossier. L'avantage d'un corps-mort par rapport à une ancre champignon est que, s'il se déplace, il continue à fournir sa tenue originale. L'inconvénient est qu’il requiert d’être dix fois plus lourd.

### Les ancres à vis
Les ancres hélicoïdales à vis sont fréquemment utilisées pour réaliser des amarrages permanents, des docks flottants d'ancre, des exploitations de pisciculture, etc.
Ces ancres peuvent être posées manuellement à la basse marée, ou être installées par un plongeur.
À poids égal, les ancres hélicoïdales ont une tenue plus élevée que n'importe quel autre type d'ancre. Ce type d’ancre peut également être employé pour beaucoup d'applications terrestres, quand il est nécessaire d'ancrer quelque chose temporairement ou définitivement dans un sol mou (sable, vase).

### Les ancres à succion
On trouve également, dans le domaine de l'industrie pétrolière offshore, des ancres dites « à succion ». Il s'agit de tubes d'acier obstrués à une extrémité (excepté quelques points de connexion), et ensouillés verticalement dans le fond marin, l'extrémité ouverte dirigée vers le bas. La pénétration se fait tout d'abord sous l'effet de sa masse propre (environ 60 tonnes pour une ancre de 18 mètres de long par 4 mètres de diamètre) puis intervient un ROV (Remote Operated Vehicle) afin de pomper l'eau restant dans la partie non enfoncée de l'ancre, et ainsi, par succion, terminera l'ensouillage de la pile. Il en résulte ainsi un ancrage dont la « masse fictive » peut atteindre plusieurs centaines de tonnes, sans avoir à manipuler de telles charges à bord des navires d'installation. On peut trouver ce type d'ancrage jusqu'à des profondeurs de 2 500 mètres d'eau, voire plus.

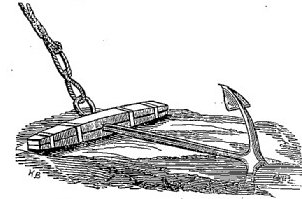
Ancre à jas crochant sur le fond

## Techniques de mouillage
Il ne suffit pas de « jeter une ancre par-dessus bord. Il y a plusieurs éléments des équipements de mouillage à considérer, et il y a des techniques pour assurer un bon crochage. Cet article discute d’une partie de ces informations.

### L'équipement est-il adéquat?
Les équipements de mouillage incluent l'ancre, la ligne de mouillage, la méthode permettant de relier les deux ensemble, la façon de relier la ligne de mouillage au bateau est l'étalingure de cale qui se trouve au fond du puits aux chaînes. Les cartes, et une méthode pour connaître la profondeur de l'eau (sondeur ou ligne de sonde) sont aussi nécessaires.
Les cartes de détails sont vitales pour choisir un bon mouillage. Connaître la position des dangers potentiels, aussi bien que permettre d’estimer les effets du temps et des marées sur le mouillage sont essentiels pour sélectionner le bon endroit. On peut mouiller sans se référer aux cartes, mais ce sont des outils importants pour réaliser un bon mouillage et un marin compétent ne choisira pas de mouiller sans y référer.
Connaître les profondeurs limites (basse mer et pleine mer) sont un minimum pour évaluer la longueur de chaîne à mettre à l'eau (en principe trois fois la profondeur du fond).
Une ligne de mouillage est constituée de chaîne, de cordage ou d’une combinaison des deux. Ni le cordage, ni la chaîne ne sont fondamentalement supérieurs, ils ont chacun leurs avantages et leurs inconvénients. Il est cependant préférable, sur les petits bateaux, d’insérer un élément élastique, cordage ou amortisseur, dans la ligne de mouillage, ceci afin d’absorber les à-coups qui peuvent se produire.

#### Ancrage secondaire
Tout navire d'une longueur égale ou supérieure à 9 mètres ou d'une masse égale ou supérieure à 3 000 kg doit être muni de deux ancres. Le poids de la première est définie dans l'annexe 224-0.A.6 du règlement « Plaisance », tandis que la seconde est laissée à l'appréciation du skipper. Les longueurs réglementaires des lignes de mouillage sont réellement minimales (chaîne d'au moins deux fois la longueur du navire pour la première, au moins 8 mètres de chaîne et un câblot pour la seconde). Tout navire, quelle que soit sa taille, doit posséder une des lignes de mouillage définies ci-dessus installée à poste et étalinguée en permanence.
Une ancre secondaire peut-être larguée du bateau ou portée avec une annexe, pour, par exemple, hâler (« wincher ») un bateau échoué, l’orienter dans une direction particulière ou le maintenir dans un courant.
Historiquement, cette ancre était très importante en particulier pour la navigation des vaisseaux de guerre qui l'ont employée pour manœuvrer lorsque le vent était tombé et déplacer les navires vers une position plus favorable, s'il y avait suffisamment de main d'œuvre (voir plus haut les explications sur l'ancre à jet).

### Où mouiller?
Les quatre premières questions à considérer avant de mouiller sont :
1. Le mouillage est-il protégé ?
2. Est ce que les fonds sont de bonne tenue ?
3. Quelle est la profondeur, l’état de la marée, et le courant ?
4. Y a-t-il assez de place ?

#### Le mouillage est-il protégé?
Un bon mouillage doit offrir une bonne protection en fonction des conditions atmosphériques actuelles, et également la protection contre les conditions futures prévues. Il faut également considérer si le mouillage conviendra à d'autres buts, par exemple si l'on peut accéder à la terre en annexe. Le confort doit être considéré, un mouillage rouleur n’est pas plaisant.

#### Le fond offre-t-il une bonne tenue?
Les cartes indiquent la composition des fonds et il est également possible d’utiliser un plomb de sonde avec une cavité inférieure enduite de suif pour prélever des échantillons. D'une manière générale, la plupart des ancres tiennent correctement dans la vase sableuse, la vase l’argile ou le sable compact. Du sable grossier, du gravier, doivent être évités autant que possible. La roche et le corail empêchent les ancres de pénétrer, bien que quelques ancres soient conçues pour crocher dans un tel fond. Les fonds herbus peuvent procurer une bonne tenue, mais seulement si l'ancre peut pénétrer les fonds.

#### Quelle est la profondeur, l’état de la marée, et le courant?
Si le mouillage est situé dans une zone à marée, il faut connaître les coefficients de marée et les heures de basse et pleine mer. Il y a besoin d'assez de profondeur pour toutes les conditions qui peuvent se produire, y compris à basse mer, pas simplement où l'on laisse tomber l'ancre, mais également dans toute la zone d’évitage possible. C'est également important pour déterminer la longueur de ligne de mouillage qui doit être adaptée à la profondeur à pleine mer et pas uniquement aux conditions du moment.

#### Y a-t-il assez de place?
Si le mouillage est situé dans une zone à marée, il faut penser que le rayon d’évitage sera plus étendu à la basse mer qu'à la pleine mer. Cependant, quel que soit l’endroit où l'on mouille il est nécessaire de considérer quelle sera la plus grande zone d’évitage et quels obstacles ou dangers peuvent se situer dans cette zone. Garder à l’esprit que d'autres navires dans le mouillage peuvent avoir une zone d’évitage qui peut recouvrir celle du bateau considéré. Les bateaux sur des amarrages permanents, ou avec une ligne de mouillage plus courte, peuvent ne pas éviter comme prévu, ou plus rapidement ou plus lentement que le navire (les lignes de mouillage tout chaîne ont tendance à bouger plus lentement que des lignes tout cordage ou mixtes).
Il existe des techniques de mouillage pour limiter l'oscillation d'un navire si la place dans le mouillage est limitée.

### Comment mouiller?
Le mouillage de base consiste à déterminer le bon endroit, à laisser tomber l'ancre, filer la bonne longueur de ligne de mouillage, crocher l’ancre, et vérifier si le navire est bien immobilisé. Après avoir déterminé sur la carte où se situe le meilleur endroit, le navire doit estimer quelle est la situation, il peut y avoir d'autres bateaux qui ont pensé que ce serait un bon emplacement, ou des conditions atmosphériques différentes de celles envisagées ou des dangers imprévus qui rendent l’endroit prévu indésirable.
Si le mouillage semble bon, l'endroit pour mouiller l'ancre devrait être approché face au vent ou au courant, le plus fort des deux. Lorsque l’endroit choisi est atteint, le navire devrait être stoppé ou même commencer à avoir une vitesse fond en arrière. L'ancre devrait être larguée rapidement, mais en la contrôlant jusqu'à ce qu'elle soit sur le fond. Le navire devrait continuer à dériver en arrière, et la ligne de mouillage devrait être étalée sous contrôle de façon qu’elle soit relativement rectiligne.
Une fois que la longueur désirée est atteinte (un minimum de 7 fois la profondeur pour faire crocher l'ancre, et 5 fois pour tenir le mouillage), le navire devrait doucement battre en arrière à l'aide du moteur, mais aussi en bordant une voile à contre (sur un voilier). Une fois étalée, un pied (botté) sur la ligne d'ancre peut permettre de ressentir une série de secousses indiquant que l'ancre drague, ou une tension faible indiquant que l’ancre a croché. Pendant que l'ancre commence à pénétrer et à résister à la force en arrière, la puissance moteur peut être augmentée pour obtenir un bon crochage. Si l'ancre continue à draguer, ou croche après avoir dragué trop loin, elle devra être relevée et repositionnée à nouveau à l’endroit désiré (ou à un endroit différent choisi).
Le mouillage étant correct, les différentes conditions devraient être reconsidérées. L'endroit est-il protégé, maintenant et en fonction des prévisions ultérieures ? Le fond est-il de bonne tenue, et l'ancre la mieux adaptée pour ce type de fond ? Y a-t-il assez de profondeur, maintenant et à basse mer ? Particulièrement à basse mer, mais également à toutes les heures de marée, y a-t-il assez de place pour que le bateau évite ? Ou risque-t-il de percuter un autre bateau avec les variations de la marée ou du vent ?

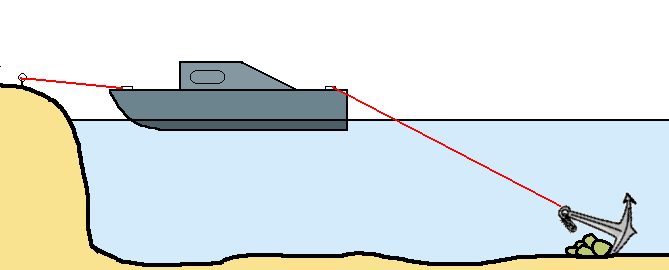
Mouillage le long d'une côte à pic par vent de terre.

Quelques autres techniques ont été développées pour diminuer l’évitage ou résister au mauvais temps :
- L’affourchage ;
- L'embossage (ou mouillage tête et cul) ;
- Le mouillage bahaméen ;
- L’empennelage.

#### L’affourchage
L'utilisation de deux ancres placées approximativement à 45° l’une de l’autre, ou à des angles plus larges jusqu'à 90°, est un mouillage solide pour faire face à des vents forts. Pour positionner les ancres de cette façon, une première ancre est mouillée de façon normale. Puis, en remontant sur le mouillage, mouiller une deuxième ancre, tout en laissant dériver en arrière, la deuxième ancre est mouillée approximativement à moitié de la longueur de la première ligne sur une ligne perpendiculaire au vent. Après que cette deuxième ancre soit mouillée, la longueur de ligne de la première est reprise jusqu'à ce que le navire se trouve entre les deux ancres et la charge également répartie sur les deux lignes.
Ce mouillage limite également la zone d’évitage. Vérifier que d’autres bateaux ne risquent pas d’entrer en collision, compte tenu de la zone d’évitage limitée.

#### L'embossage
L'embossage consiste à mouiller une ancre à chacune des extrémités, avant et arrière, d'un navire, pour supprimer son rayon d'évitage et le maintenir également face à une direction imposée par le skipper (vent, courant, vagues, etc.).

##### L'embossage ou mouillage tête et cul
Ne pas confondre avec le mouillage bahaméen ci-dessous.
Une méthode pour réaliser ce mouillage consiste à mouiller une ancre d'étrave (à l'avant du navire) normalement, puis à laisser filer la ligne de mouillage jusqu’à son extrémité et de larguer l’ancre de croupiat (au cul du navire). En reprenant la ligne de mouillage d'étrave, on croche l’ancre de croupiat. Lorsque les deux ancres sont crochées, les lignes de mouillage sont raidies pour limiter l'évitage ou pour aligner le navire. Une seconde méthode permet d'exécuter ce mouillage en une seule manœuvre. L'ancre de croupiat est mouillée la première sur une ligne textile qu'on laisse filer sur toute sa longueur pendant que le bateau continue à avancer. On dépose alors l'ancre d'avant, puis, lorsque le bateau cule, on laisse filer la chaîne d'ancre, tandis qu'on reprend du croupiat pour maintenir les deux lignes tendues, jusqu'à ce que le bateau se trouve à mi-chemin entre les deux ancres. Cette méthode est plus rapide et plus facile, car on n'a pas à remonter une partie de la chaîne d'ancre, mais elle oblige à connaître d'avance la position que prendrait naturellement le bateau dans le courant et le vent.
Ce mouillage est aussi appelé « mouillage tête et cul » ou « mouillage en détroit ». Ce type de mouillage peut devenir dangereux, si le vent ou le courant devient traversier. Les forces exercées perpendiculairement au bateau engendrent alors sur les lignes de mouillage des tensions considérables, capables de faire chasser les ancres.

##### L'embossage sur une seule ancre
L'embossage consiste à tendre une bosse (un cordage) depuis l'ancre ou d'un point de la ligne de mouillage de cette ancre, mouillée généralement à l'avant, vers l'arrière du navire. Cette bosse permet d'orienter le navire autrement que dans l'alignement résultant du vent et du courant. Cette technique était utilisée dans les combats maritimes de l'époque de la marine à voile,,,. La bosse est également nommée embossure, croupière ou encore amarre de travers.

#### Le mouillage bahaméen
Semblable à ce qui précède, le mouillage bahaméen est employé pour limiter l’évitage d'un navire, et lui permettre de s’aligner avec le courant. La première ancre est mouillée normalement, et le navire laisse filer la limite de sa longueur de ligne de mouillage. Une deuxième ancre est alors mouillée sur une deuxième ligne de mouillage au niveau de l'étrave (de l'autre bord généralement), en reprenant la première ligne de mouillage on croche la deuxième ancre. Lorsque les deux ancres sont crochées, les deux lignes sont tendues.
Le navire se balancera maintenant entre les deux lignes de mouillage, cette technique s’applique dans des forts courants s'inversant, mais avec un vent perpendiculaire au courant qui pourrait faire chasser les ancres.

#### L'empennelage
Dans cette technique, une deuxième ancre est reliée au diamant de la première ligne de mouillage. Cette technique semble être bien adaptée aux anciennes ancres à jas dont elle double pratiquement la tenue.

##### Deux points de vue
- Certains auteurs[23] prétendent que l'empennelage ne doit pas être employé avec les ancres modernes, compte tenu de l’accrochage aléatoire d’une des deux ancres et de la certitude de ragage en cas de changement de la direction des vents ou du courant.
- La pratique de navigateurs confirmés démontre que les ancres dites modernes se prêtent aussi à l'empennelage, à condition d'utiliser deux ancres de type et de poids différents, la plus légère en premier, et de les relier par au moins 3 à 5 m de chaîne.

### Lever l'ancre et appareiller

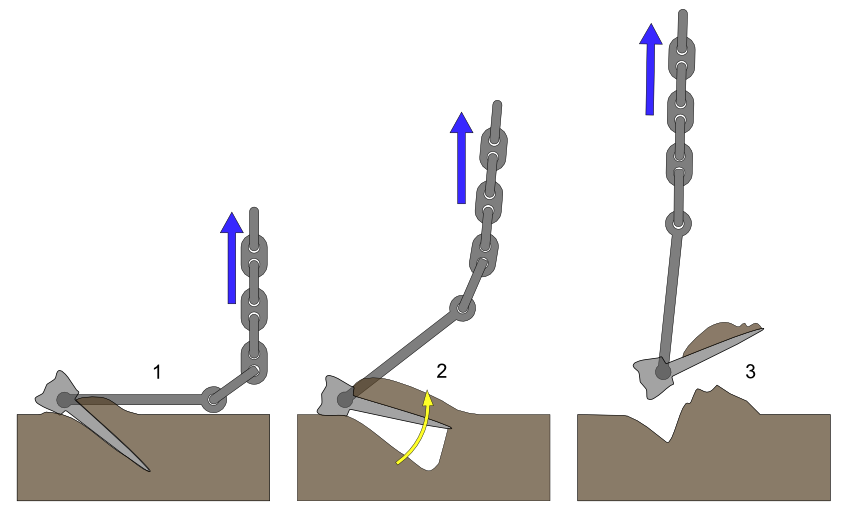
Dérapage d'une ancre moderne

Lever l'ancre et appareiller n'est pas une manœuvre anodine, en particulier sur un pur voilier sans moteur auxiliaire. La zone de mouillage peut présenter de nombreux obstacles (autres bateaux ancrés, pontons, etc.) ou encore être très resserrée (cas des calanques méditerranéennes, notamment). Il peut être impératif d'appareiller en prenant une amure déterminée (l'autre amure étant interdite par un obstacle).
Ceci peut s'obtenir soit en gréant un foc que l'on portera à contre, pour obliger l'étrave à abattre sur l'amure choisie au moment où l'ancre dérape (décroche du fond), soit en utilisant l'élan (l'erre) acquis par le bateau lors du relevage de l'ancre (sur un bateau léger de moins de 7 mètres) soit encore en utilisant judicieusement le moteur auxiliaire (avec toutefois le risque d'emmêler la ligne de mouillage dans l'hélice).
La cohabitation sur la plage avant d'une voile, de ses écoutes, des équipiers chargés de la manœuvre du foc et de ceux chargés de relever l'ancre (au guindeau ou à la force des bras) n'est pas évidente sur l'espace restreint et mobile de la plage avant.
Quelle que soit la solution choisie, le chef de bord devra préalablement bien assigner leur rôle à chacun des équipiers et s'assurer d'une bonne coordination.
Il est notamment très important que l'homme chargé de la manœuvre d'ancre annonce clairement aux autres équipiers et à l'homme de barre (qui est à l'arrière sur les voiliers) où en est l'opération de relevage. Pour cela existent des expressions précises, héritées du temps des grands voiliers, elles doivent être formulées à haute et intelligible voix pour faciliter l'action de l'homme de barre : 
1. A long pic ! (le gros de la ligne de mouillage est remonté, il en reste environ une fois et demie la hauteur d'eau mais l'ancre est toujours crochée et on peut en cas de problème revenir à la situation antérieure en filant la chaîne)
2. A pic ! (le bateau est à la verticale de l'ancre qui ne va pas tarder à déraper, surtout si les vagues induisent des coups de tangage)
3. Dérapée ! (indique que l'ancre est décrochée du fond et que le bateau doit désormais manœuvrer sous l'action des voiles et du moteur)
4. Haute et claire ! (signifie que l'ancre est juste sous l'étrave et qu'elle est « claire » c'est-à-dire n'est pas prise dans une obstruction (chaîne d'un autre bateau, vieille épave ou autre)
5. A poste et saisie ! (signifie que toute la chaîne d'ancre a été rentrée dans le puits ad hoc et que l'ancre a été immobilisée de façon correcte sur la plage avant pour pouvoir faire route sans soucis)

En cas de problème, si par exemple l'ancre est crochée dans une obstruction (enraguée dans le vocabulaire des marins méditerranéens), l'homme de barre doit en être immédiatement informé.
Pour éviter d'enraguer une ancre (surtout sur fond de roches), il est souvent possible d'oringuer, c'est-à-dire d'équiper la pointe inférieure de l'ancre d'un filin léger mais solide (un orin) ramenté à bord ou relié à une petite bouée, ce qui peut permettre en relâchant la chaîne d'ancre et en hâlant l'orin, de décrocher l'ancre sans avoir à plonger. Toutefois l'orin peut devenir un piège à hélice pire que le mouillage principal si on n'y prend pas garde.

#### Mouillage et plongée sous marine

Pavillon international alpha

Un bateau support de plongée sous marine utilise des techniques de mouillage légèrement différentes d'un bateau classique, il est utile de les connaître si on pratique ce sport.
Pour des plongées profondes, il est difficile de respecter la règle de bon sens de mouiller une longueur de ligne allant de 3 à 7 fois la hauteur d'eau pour assurer la tenue de l'ancre (une plongée à 40 mètres supposerait de disposer de plus de 200 mètres de ligne de mouillage) mais d'une part le mouillage d'un bateau de plongée est le plus souvent très limité dans le temps et d'autre part les plongeurs peuvent aisément vérifier in situ la situation de leur ancre et éventuellement la crocher à la main dans un endroit favorable.
La ligne d'ancre est aussi le chemin de remontée vers le bateau en fin de plongée et c'est en se tenant dessus que les plongeurs effectuent leurs paliers de décompression, il n'est donc pas inutile que des repères soient placés tout au long de la ligne (colliers rilsan d'électricien, éventuellement colorés, ou touches de peinture, dans les maillons d'une chaîne, tours de ruban adhésif d'électricien sur un cordage).
En raison de la saturation d'azote dans le sang, les efforts violents (comme le levage d'une ancre) sont déconseillés au sortir d'une plongée. Un truc de métier est d'équiper l'ancre d'un parachute de plongée (un sac en forte toile imperméable amarré cul en l'air sur le diamant de l'ancre) à la fin de la plongée. Le chef de palanquée remplira partiellement ce parachute avec de l'air en faisant « fuser » son détendeur. Lorsque l'ancre dérapera lors de l'appareillage, l'air gonflera le sac (loi de Mariotte) et si la quantité d'air a été judicieusement calculée, l'ancre remontera toute seule à partir d'une certaine profondeur (poussée d'Archimède) et sera facile à hâler à bord. Attention toutefois, si on a la main trop lourde, on risque de voir l'ancre s'élever dans l'eau comme une montgolfière aquatique mettant les plongeurs dans une situation inconfortable (paliers en pleine eau) et mettant en danger le bateau et son équipage de veille, qui peut de plus avoir du mal à repérer les plongeurs si la mer est un tant soit peu agitée.
Bien entendu le mouillage de plongée obéit à certaines règles : arborer un pavillon Alpha du code international des signaux visible sur 360° et dans la plupart des cas laisser à bord un homme de veille capable de manœuvrer, de signaler la présence des plongeurs et éventuellement de les rappeler à bord par un signal sonore sous-marin (les « pétards de rappel », très audibles en raison de la conduction sous-marine du son).

## Ancre et environnement
Sur les fonds fragiles (substrats coralliens, zones de frayères, prairies sous-marines (de zostères par exemple) ou forêt d'algues) les mouillages provisoires fréquents dégradent fortement les fonds marins. Dans les ports et estuaires ils remettent facilement en suspension des sédiments pollués ou dégradent les zones de nourrissage des larves de coquillages (jusqu'à un million par mètre carré en baie de Somme par exemple). Les mouillages sur bouées fixées permettent de limiter ces impacts.
Les chaînes ou cordages qui maintiennent les bouées peuvent se couvrir d'organismes marins et avoir un effet attractif sur les poissons. Pour des raisons pratiques, dans les ports de plaisance, les pontons sont préférés, qui demandent des installations plus lourdes, développant d'autres types d'impacts environnementaux, directs et indirects. Quand la profondeur le permet, des structures de type récif artificiel pourraient jouer un rôle de mesure compensatoire.

## Sécurité
Certaines zones de munitions immergées sont interdites à l'ancrage (et à la pêche ainsi qu'à la plongée sous-marine et à toute activité extractive ou de pose de câble, etc.), elles sont signalées sur les cartes par la mention Munitions immergées, ou explosifs immergés. Ces zones peuvent couvrir plusieurs hectares et receler pour certaines d'entre elles des dizaines de milliers de tonnes de munitions datant des guerres mondiales, et contenant des armes chimiques très fragilisées par la corrosion.

## L'ancre dans l'art

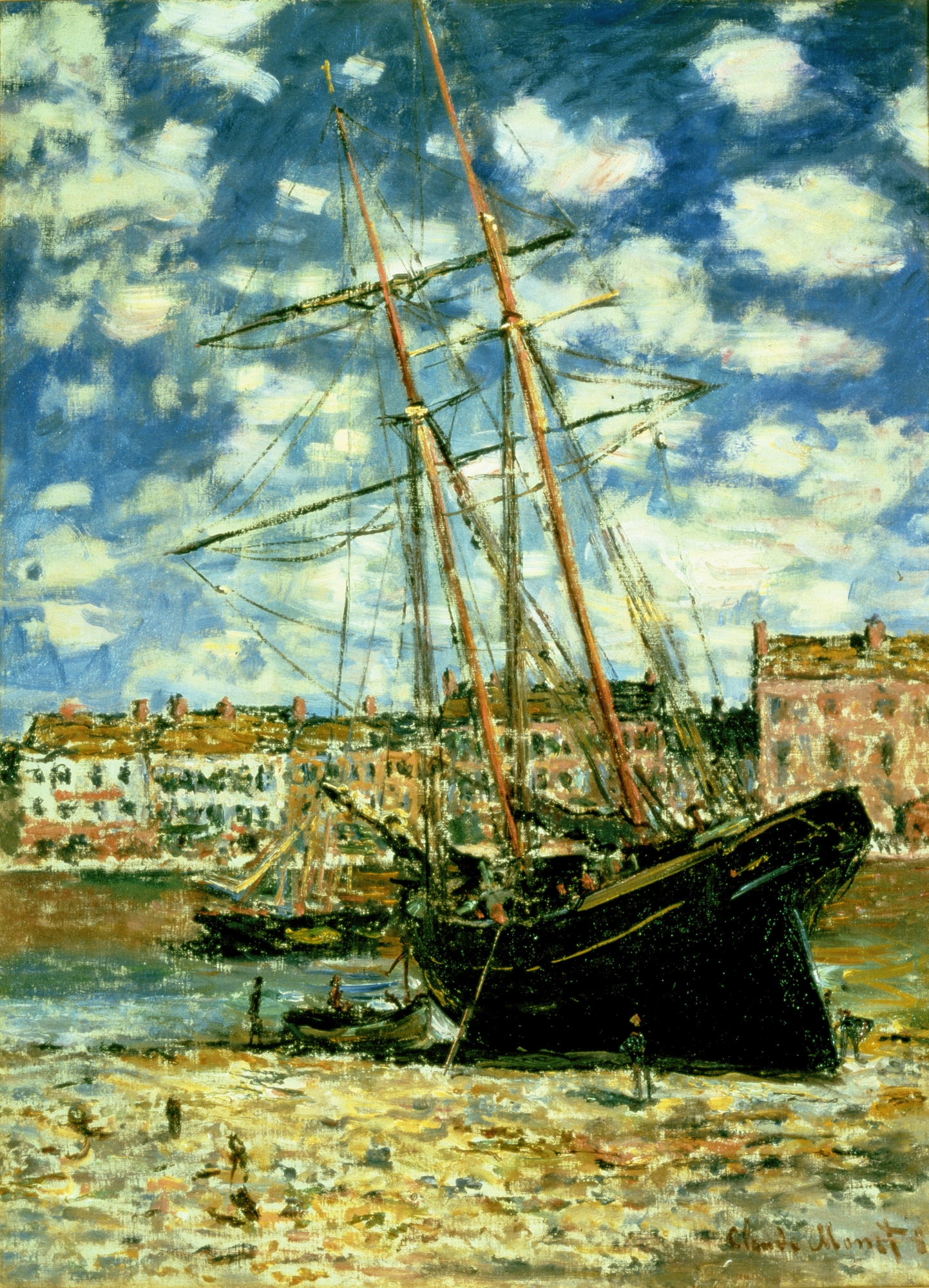
Claude Monet - Bateau couché à marée basse. On distingue une ancre à jas pendant à l'étrave.

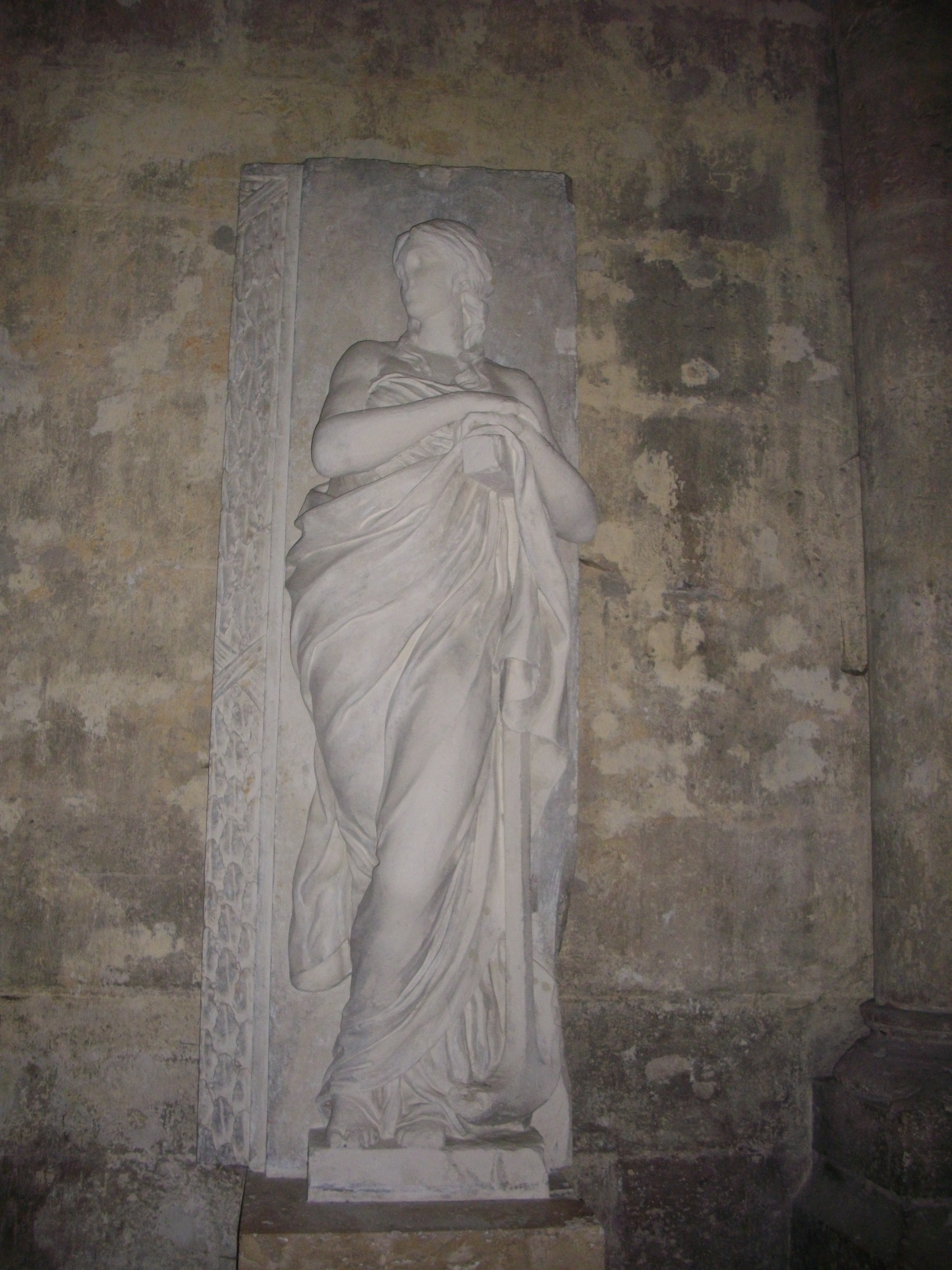
Statue allégorique de l'Espérance appuyée sur une ancre marine, cathédrale Notre-Dame de Chartres.

### Héraldique
En héraldique l'ancre peut être utilisée comme support ou comme meuble,. Elle est ordinairement posée en pal. Quand une partie de l'ancre à un émail différent, on parle de stangue ou de flanque pour la verge, tandis que le jas est une trabe, quant à l'orin passé dans l'organeau on l'appelle une gumène. L'ancre est en général munie d'un organeau et parfois d'un autre anneau au niveau du diamant.

Blason de Digoin
Blason de Berck

L'ancre est un symbole d'espérance et de fermeté. Sur les tombeaux des premiers chrétiens, elle symbolise le salut. Elle indique souvent une profession navale comme l'ancre avec le jas en bas, qui est le symbole des bateliers.

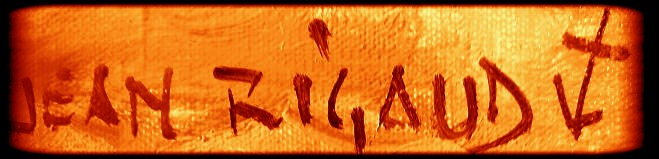
La signature de Jean Rigaud, en tant que peintre de la Marine.

### Littérature
- L'Ancre de miséricorde est un roman de Pierre Mc Orlan.
- Le Capitaine Haddock porte un pull bleu et une casquette marqués d'une ancre.

### Peinture
Le peintre officiel de la Marine fait suivre sa signature d’une ancre.

## L'ancre comme symbole
L'ancre est utilisée comme symbole de la marine et de les troupes de marine dont l'artillerie de marine et l'infanterie de marine et elle se porte sur les galons des officiers de marine.

Aspirant « Lieutenant »
Enseigne de vaisseau de 2e classe « Lieutenant »
Enseigne de vaisseau de 1re classe « Lieutenant »
Lieutenant de vaisseau « Capitaine »